# Познань
По́знань (пол. Poznań [ˈpɔznaɲ], нем. Posen) — старинный и исторический город в центральной части западной Польши, на реке Варте, административный центр и столица Великопольского воеводства. Пятый по населению город Польши (537 643 жителя на 2018 год).
Крупный торговый, промышленный и образовательный центр на западе Польши. Развиты машиностроение, пищевая, резиновая, парфюмерная, стеклянная и лёгкая отрасли промышленности. Есть международный аэропорт, университет, медицинский университет, театры (в том числе оперный); проводятся ежегодные международные ярмарки.
На гербе Познани, утверждённом в 1997 году, изображены небесные покровители города — апостолы Пётр и Павел.

## История
Познань — один из древнейших городов Великой Польши, долгое время соперничавший за главенство с Гечем и Гнезно. Основатель польского государства Мешко I выбрал его одной из своих резиденций; возможно, именно здесь он принял крещение. По преданию, в городском соборе покоятся Болеслав Храбрый и другие древнепольские правители.
Первое упоминание Познани содержится в хронике Титмара Мерзебургского (1005). За время языческих восстаний 1030-х гг. Познань, как и весь регион, была ослаблена и разграблена чехами, что заставило Казимира I перенести столицу в далёкий Краков. По завещанию Болеслава III Познань стала в 1138 году столицей отдельного Великопольского княжества.
Когда на Тумском острове закончилось место для дальнейшего строительства, князь Пшемысл I пригласил в середине XIII века Фому из Губина основать город на левом берегу реки, где заложил собственную резиденцию. Левобережный город (ныне именуемый Старым) получил магдебургское право, был застроен немецкими переселенцами и обнесён оборонительной стеной. Правый же берег и остров с собором перешли в распоряжение церковных властей.

После периода неопределённости Познань возобновила рост при Ягеллонах, предоставивших ему штапельное право (1394) и право чеканки монеты (1410). В XVI веке Познань достигла наивысшего расцвета и соперничала с Гданьском за статус торгово-купеческой столицы Речи Посполитой. В 1518 году епископ Ян Лубраньский основал здесь первое на западе Польши высшее учебное заведение (т. н. академия Лубраньского). 

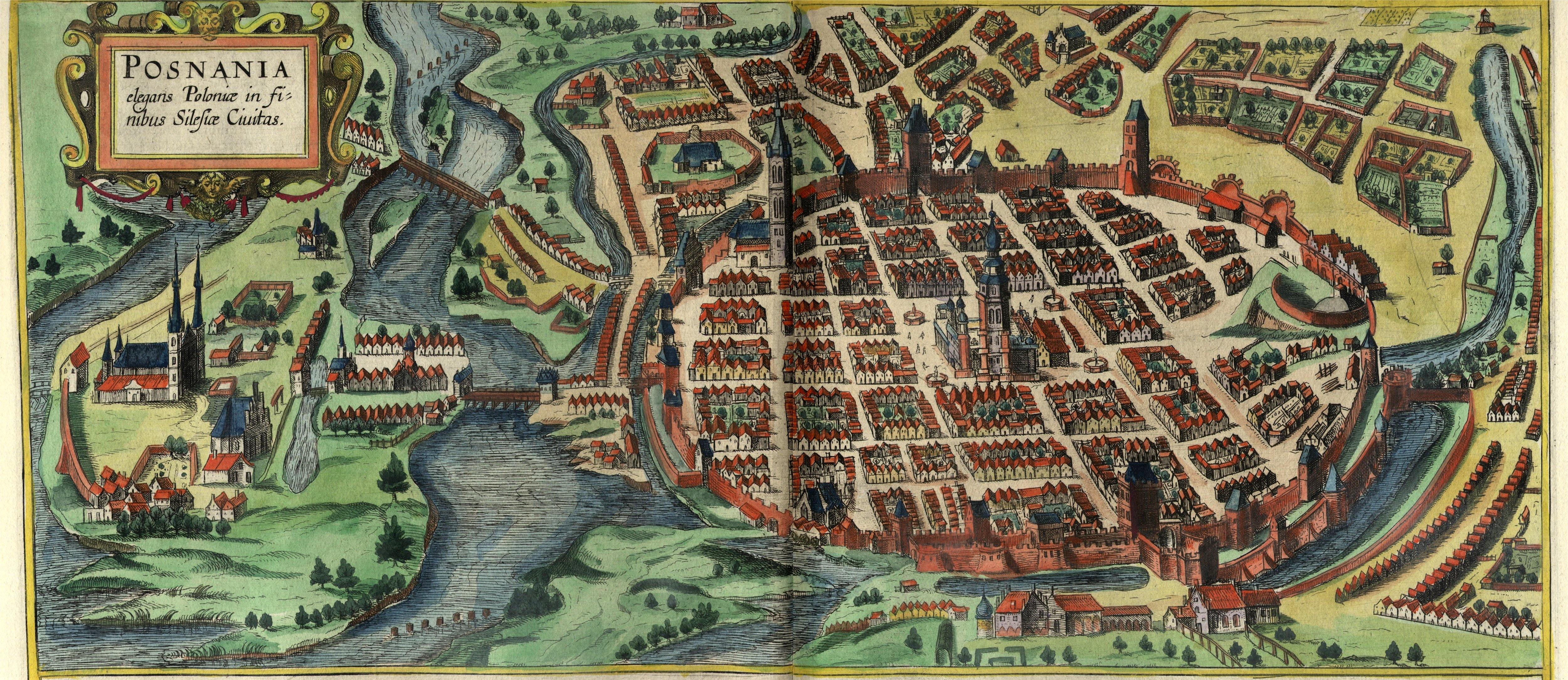
Познань в «Атласе городов земного мира» (1617)

Из-за шведского вторжения, периодических вспышек чумы и разрушительных наводнений население Познани сократилось с 1600 по 1730 годы более чем в три раза. Обезлюдевшие окраины и пригороды заселяли приезжие из Бамберга и Нидерландов. По условиям второго раздела Речи Посполитой (1793) Познань была включена в состав Пруссии.
При прусских властях Познань оправилась от разрухи и возобновила экономический рост. Одним из первых мероприятий немецкой администрации был снос средневековых стен, мешавших развитию городской инфраструктуры. С 1815 года Познань — центр полуавтономного Великого княжества Познанского, преобразованного в 1848 году в провинцию Позен. В рамках политики германизации поощрялось переселение в провинцию этнических немцев, которые в 1867 году составляли 38 % населения города. С 1876 года осуществлялась программа превращения Познани в первоклассную крепость на случай предстоящей войны с Россией.
В 1901 году в Познани появился первый автомобиль.
После Великопольского восстания 1918—1919 Познань вошла в состав воссозданного Польского государства. С началом второй мировой войны немецкие войска захватили город (10 сентября 1939 года) и присоединили его к Рейху в составе административного округа Позен рейхсгау Позен (Вартеланд). Город серьёзно пострадал от ударов британско-американской авиации; особенно разрушительным был налёт 29 мая 1944 года.
Советская армия в составе 8-й гвардейской, 69-й и 1-й гвардейской танковой армии, уже после окончания Варшавско-Познанской наступательной операции, взяла штурмом 23 февраля 1945 года блокированный город-крепость Познань. За время войны 55 % городских строений были значительно повреждены или полностью разрушены. После войны этнические немцы были из города депортированы.
Познанские протесты 1956 года, также известные как «Познанский июнь», — первое из нескольких крупных выступлений польских граждан, которые требовали улучшений условий труда в ПНР. В 1968 году были завершены мероприятия по изменению русла Варты в центре города.

## Физико-географическая характеристика
Познань расположена в западно-центральной части Польши, в центральной части Великопольского воеводства. Город расположен на территории трех физико-географических мезорегионов: западная часть в Познаньское поозёрье, восточная часть в Вжесиньской равнине, а самая старая часть города расположена в нижней части города, ориентированной по оси север-юг долины Варты. Эти три территории являются частями макрорегиона Великопольское Поозёрье. Познань расположена в долине реки Варта, а также в долинах более мелких водотоков: Богданка, Цыбины и Главная. По данным на 2023 год, площадь города составляет 261,91 км². Протяженность административных границ Познани по оси север-юг составляет около 22 км, а по оси восток-запад — около 21 км.
Познань является центральной частью Познаньской агломерации. Город граничит с 11 гминами Познанского повята, включая два города — Любонь и Сважендз.

### Рельеф и геология
Более 56 % территории Познани расположено на возвышенных участках, расположенных на высоте более 80 м над уровнем моря, около 36 % площади на более высоких речных террасах и в ледниковых руслах и около 8 % на пойменной террасе долины Варты. Самая высокая точка города — Гора Морашка (154 м над уровнем моря), которая расположена в его северной части. Самая низкая зона — долина Варта (50 м над уровнем моря).
Большая часть поверхности города покрыта слоями ледниковых образований абляционной морены и нижней морены стадиальной Познаньского Северопольского оледенения. Большинство из них представляют собой песчаные глины или ледниковые пески, поэтому в районе Познани преобладают песчаные и глинисто-песчаные почвы. Лишь на нижних террасах долины Варта на поверхности встречаются Третичные глины познаньской фации (так называемые познаньские глины).

### Климат
| Показатель                    | Янв.  | Фев. | Март  | Апр. | Май  | Июнь | Июль | Авг. | Сен. | Окт. | Нояб. | Дек.  | Год   |
| ----------------------------- | ----- | ---- | ----- | ---- | ---- | ---- | ---- | ---- | ---- | ---- | ----- | ----- | ----- |
| Абсолютный максимум, °C       | 15,8  | 18,1 | 24,0  | 30,5 | 31,8 | 38,0 | 38,2 | 37,1 | 34,6 | 27,9 | 19,9  | 15,0  | 38,2  |
| Средний суточный максимум, °C | 2,1   | 3,7  | 8,1   | 15,0 | 19,8 | 23,1 | 25,2 | 24,9 | 19,5 | 13,3 | 7,1   | 3,2   | 13,8  |
| Средняя температура, °C       | −0,4  | 0,5  | 3,8   | 9,5  | 14,1 | 17,5 | 19,5 | 19,1 | 14,3 | 9,1  | 4,4   | 0,9   | 9,4   |
| Средний суточный минимум, °C  | −2,9  | −2,4 | 0,0   | 4,0  | 8,4  | 11,9 | 14,1 | 13,7 | 9,7  | 5,5  | 1,8   | −1,4  | 5,2   |
| Абсолютный минимум, °C        | −28,5 | −28  | −21,4 | −8,6 | −3,9 | 0,5  | 3,8  | 3,2  | −1,7 | −8,3 | −15,2 | −24,9 | −28,5 |
| Норма осадков, мм             | 37    | 29   | 38    | 29   | 52   | 58   | 85   | 56   | 43   | 35   | 33    | 39    | 534   |
| Источник: Погода и Климат     |       |      |       |      |      |      |      |      |      |      |       |       |       |

В Познани преобладает влияние полярных морских воздушных масс, приходящих из Атлантического океана. Гораздо меньшее значение имеют полярно-континентальные и тропические воздушные массы. В районе Познани наиболее распространены западные ветры со скоростью от 2 до 10 м/с. Познаньский регион является одним из регионов Польши с наименьшим количеством осадков. По данным за 1971—2000 годы подсчитано, что среднегодовое количество осадков составляет 634 мм, при этом наибольшее среднемесячное количество осадков приходится на июль (76 мм). Самая низкая среднемесячная температура воздуха в Познани составляет −1,0 °C в январе. Самая высокая среднемесячная температура воздуха составляет 18,2°С за июль

### Состояние окружающей среды
По данным Центрального статистического управления, Познань заняла 17-е место среди польских городов с высоким риском выбросов загрязнения воздуха.
В 2022 году произошло снижение выбросов пыли (на 1/3) и снижение выбросов газов (на 15 %) от промышленных предприятий в Познани. Среди газов, прошедших испытания, отмечено снижение выбросов углекислого газа (на 15 %), диоксида серы (на 33 %), оксида углерода (на 11,5 %) и оксидов азота (на 18 %). В 2022 году установки задержали 99,8 % пыли и 66,7 % газообразных веществ (без учета CO2) .
Ежегодные оценки качества воздуха на 2022 год, опубликованные Центральным статистическим управлением Познаньской агломерации (включая территорию Познани), показали, что нормативные концентрации отдельных видов веществ, за исключением концентрации озона при 8-часовом измерении, и среднегодовая концентрация бензапирена в Познани не превышались.
За последние 20 лет в городе не превышалась среднегодовая концентрация взвешенной пыли PM10, однако суточные уровни загрязнения в отопительный сезон превышались. Однако они находились в пределах количества суточных превышений, рассчитанных в течение года. Среднегодовая концентрация пыли PM10, зарегистрированная в Познаньской агломерации в 2022 году, составила 23 мкг/м 3 при действующем стандарте 40 мкг/м 3.

## Административное деление
Старая Познань и столичная область (пригороды Познани Острув, Острувек, Сьрудка, Хвалишево, Лацина) были объединены в один город в 1793—1800. Быстро растущий город был расширен позже за счёт присоединения пригородов Грюнвальд, Лазаж, Гурчин, Ежице, Вильда, Винограды, Пёнтково и Ратае. Сегодня Познань включает 5 городских районов (Старе-Място, Нове-Място, Ежице, Грюнвальд, Вильда) и несколько пригородов.

## Туризм и достопримечательности

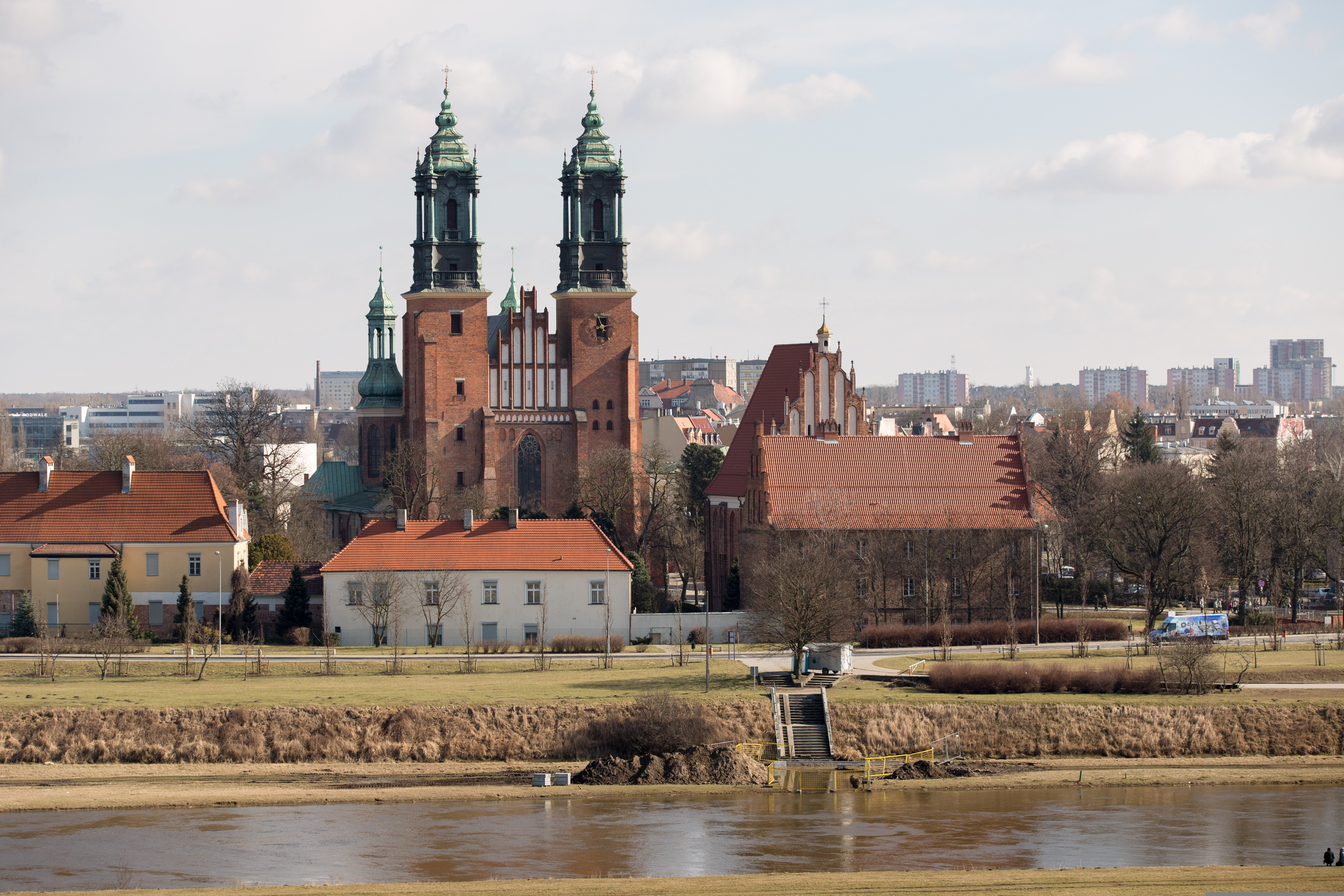
Тумский остров

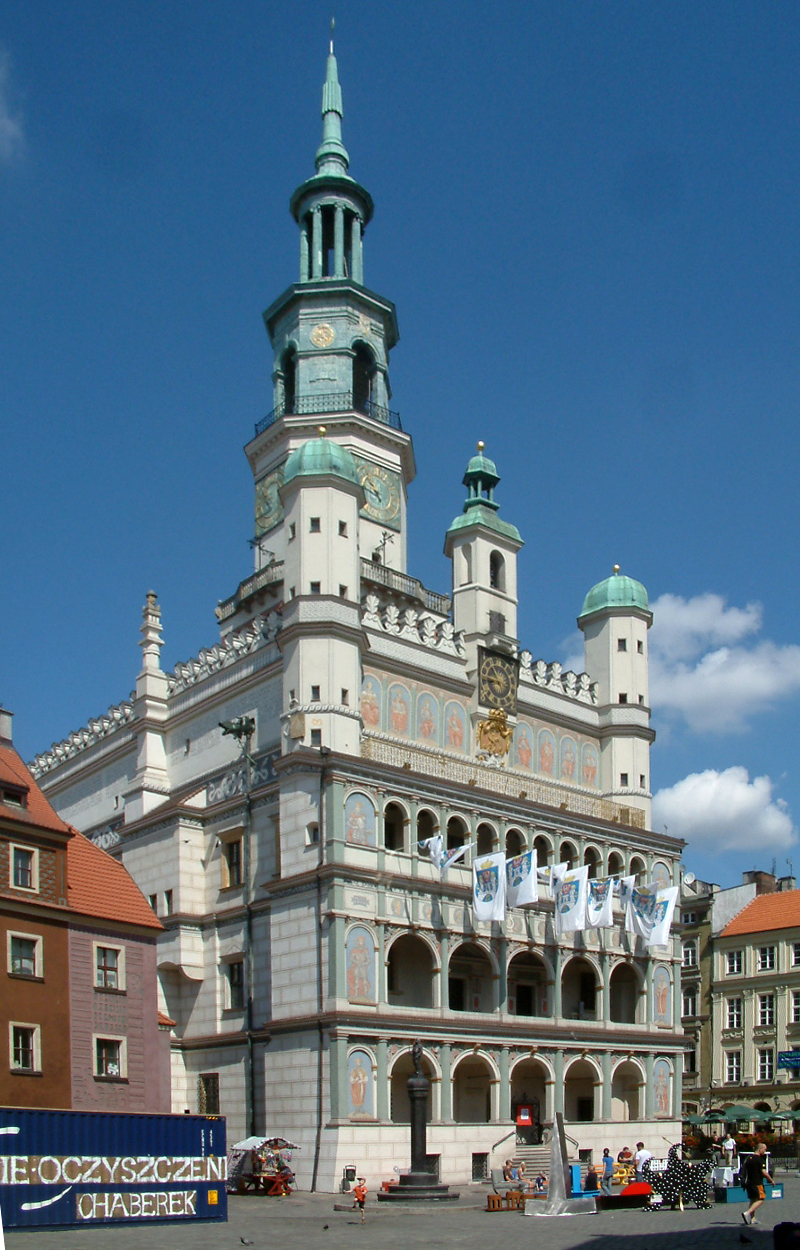
Ратуша

Познань уделяет большое значение развитию делового, развлекательного и культурного туризма. Вниманию туристов предлагается Королевско-императорский маршрут по самым важным историческим местам и познанская туристическая карта. Основные достопримечательности следующие:
- Познанская ратуша
- площадь Старый рынок с особняком Гурок (1540-е) и дворцом Дзялыньских (1776)
- Иезуитский комплекс XVI—XVIII вв.
- Остров Тумский с собором Петра и Павла
- Королевский замок (воссоздан в XXI веке)
- Кайзеровский замок (1905)
- Площадь свободы
- Городские стены в Познани
- Памятник Шопену (1923)
- Церковь Святого Иоанна Иерусалимского за стенами
- Национальный музей
- Археологический музей[пол.]
- «Стары Бровар» (торговый центр в здании бывшего пивзавода)
- Колодец Бамберки
- Кафедральный шлюз
- Ворота Познани
- Большой театр
- Старый Марых
- Курницкий замок, расположенный в 25 км от города
- Познанский музей круассанов
- Русалка (водохранилище)

В городе много зелёных зон вокруг Мальтанского озера, заповедника Мораско, зоопарка с современным павильоном для слонов и Пальмовой оранжереи, которая находится в парке имени Вудро Вильсона. В общей сложности в черте города расположено 45 парков. Самый большой из них — парк «Цитадель» (около 100 га) — находится на территории бывшего форта Познанской крепости.
В городе более 90 объектов туристической инфраструктуры (из них 55 отелей), которые располагают около 9 тыс. мест для ночлега. В Познани в почти трёхстах конференц-залах проводится более 3 тыс. конференций в год. Организаторам конференций оказывает поддержку Познанское конференц-бюро, подразделение, входящее в структуру Познанской местной туристической организации. В целом в архитектурном плане для Познани нехарактерно высотное строительство, в городе всего 7 зданий выше 60 м.

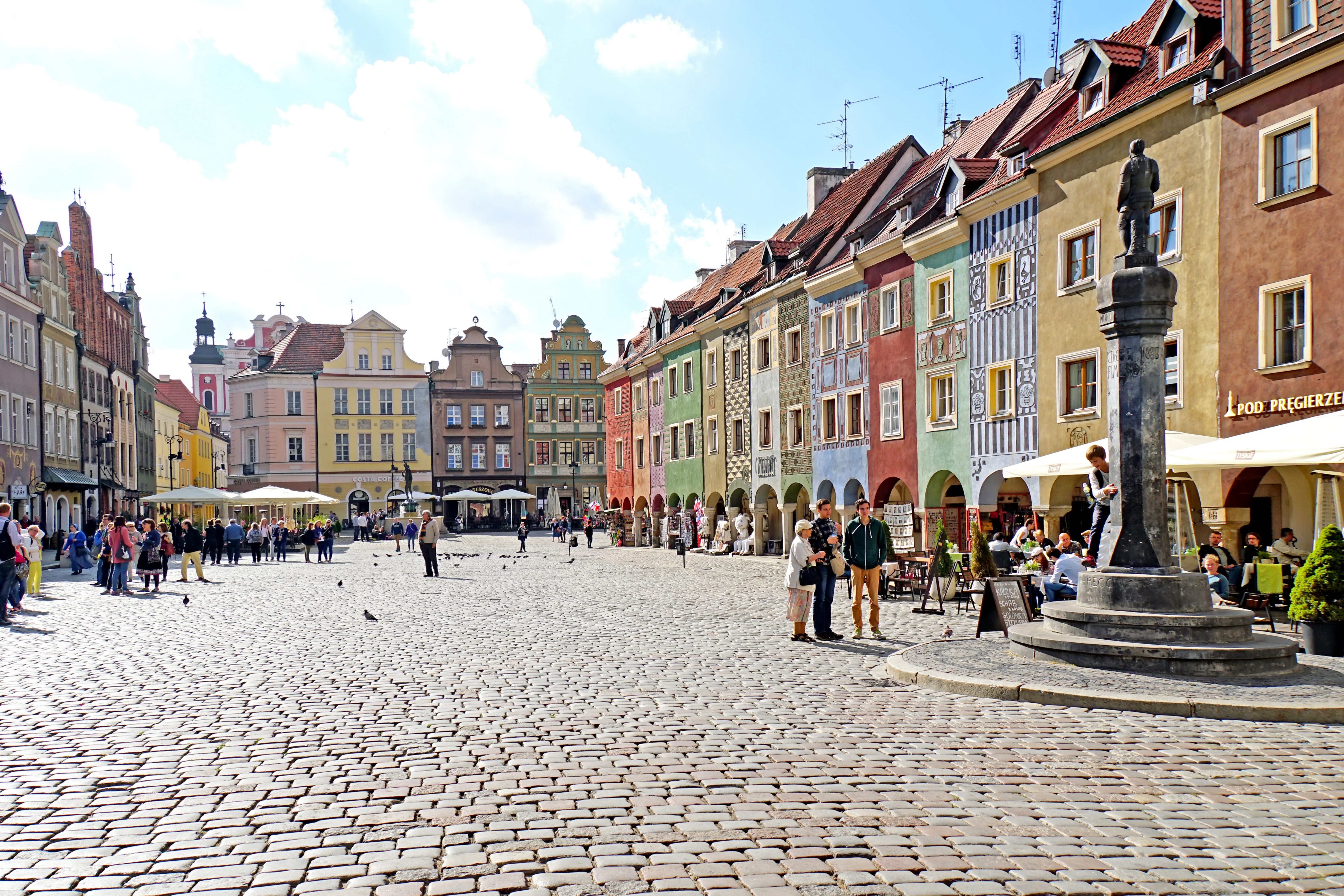
Площадь Старый Рынок

В городе развита велосипедная инфраструктура. Общая протяжённость велосипедных дорожек составляет 175 км. Чтобы сделать районы реки Варта более привлекательными, город Познань реализует проект «Вартострада — Познанский пешеходно-велосипедный маршрут у реки Варта», в рамках которого вдоль реки Варта, от моста Пшемысла I до моста Леха строится комплекс велосипедных дорожек и пешеходных бульваров. На реке Варта находится пристань для байдарок и моторных лодок, а также пристань для яхт. Доступен прокат катеров, каяков, гребных лодок и водного трамвая. Летом функционирует 4 сезонных городских пляжа.

### Парки
В черте города находится 49 парков и специализированных садов. Общая площадь всех парков Познани составляет около 566 га, что при 535 тысячах постоянных жителей составляет более 1 м2 на душу населения. В национальном рейтинге городской зелени столица Великой Польши занимает 31 место. Система озеленения Познани напрямую связана с пространственным развитием города, историческими и политическими изменениями. Самое большое количество парков находится в центре города.
- Парк Цитадель
- Парк Фридерика Шопена
- Парк Яна Каспровича
- Парк Адама Мицкевича
- Солацкий парк
- Парк Вудро Вильсона
- Парк Иоанна Павла II
- Парк Кароля Марчинковского
- Парк Станислава Монюшко
- Парк Генрика Венявского
- Парк Адама Водзичко[19]
- Парк у Хвалишево

В Познани также есть Ботанический сад, Дендрарий, заповедник «Метеорит Мораско», Старый и Новый зоопарки, Пальмовый дом.

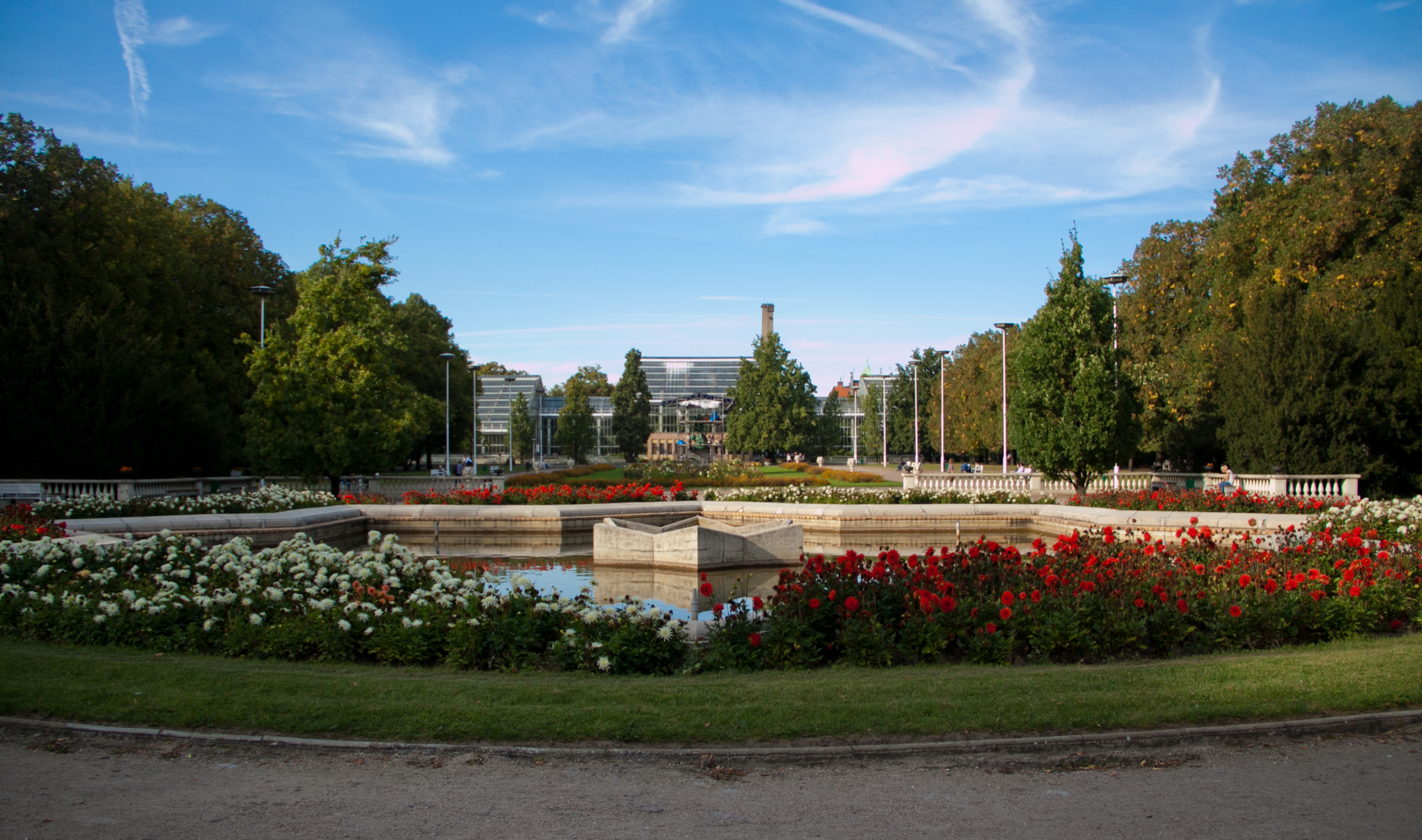
Парк Вудро Вильсона
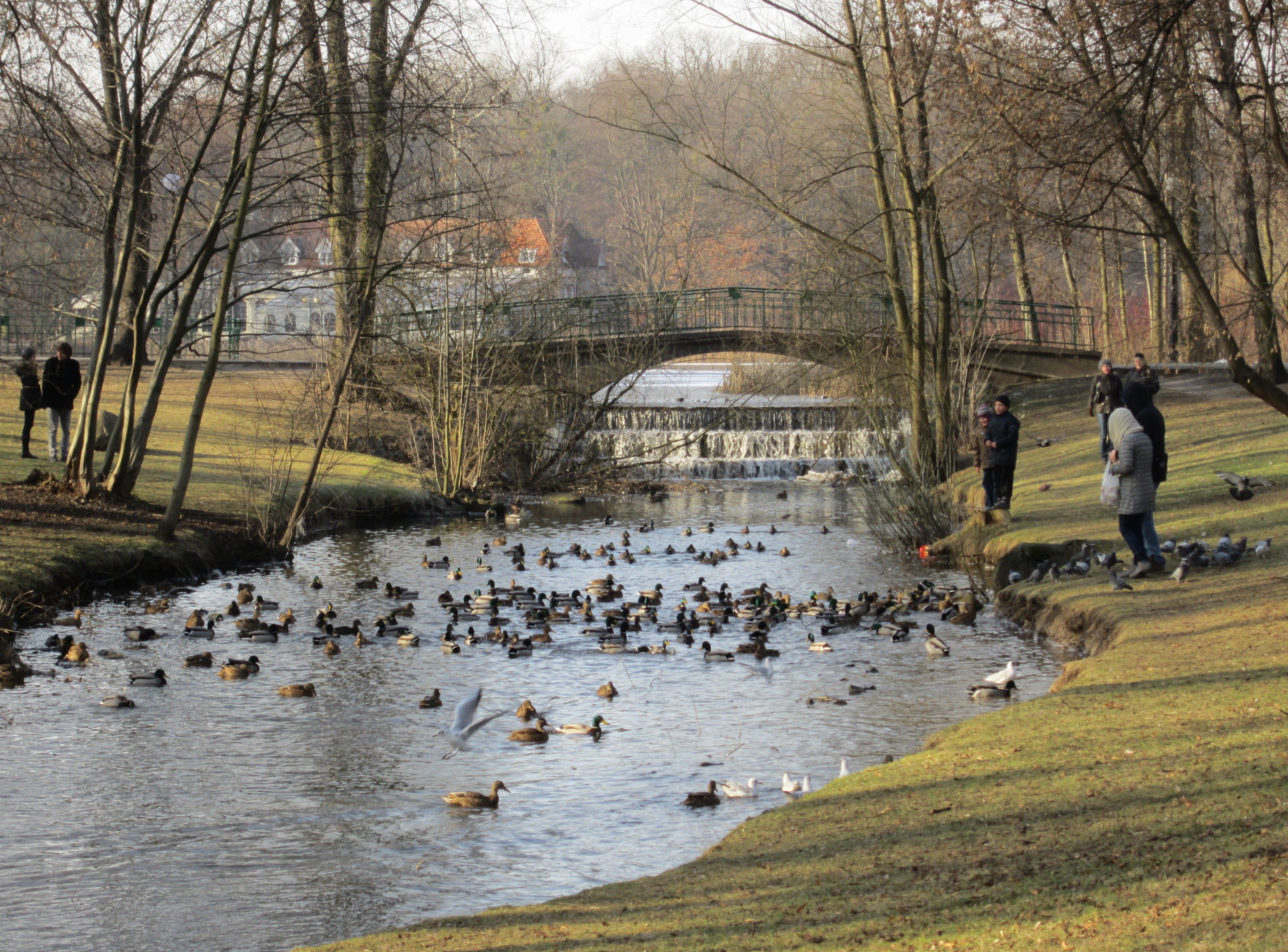
Солацкий парк
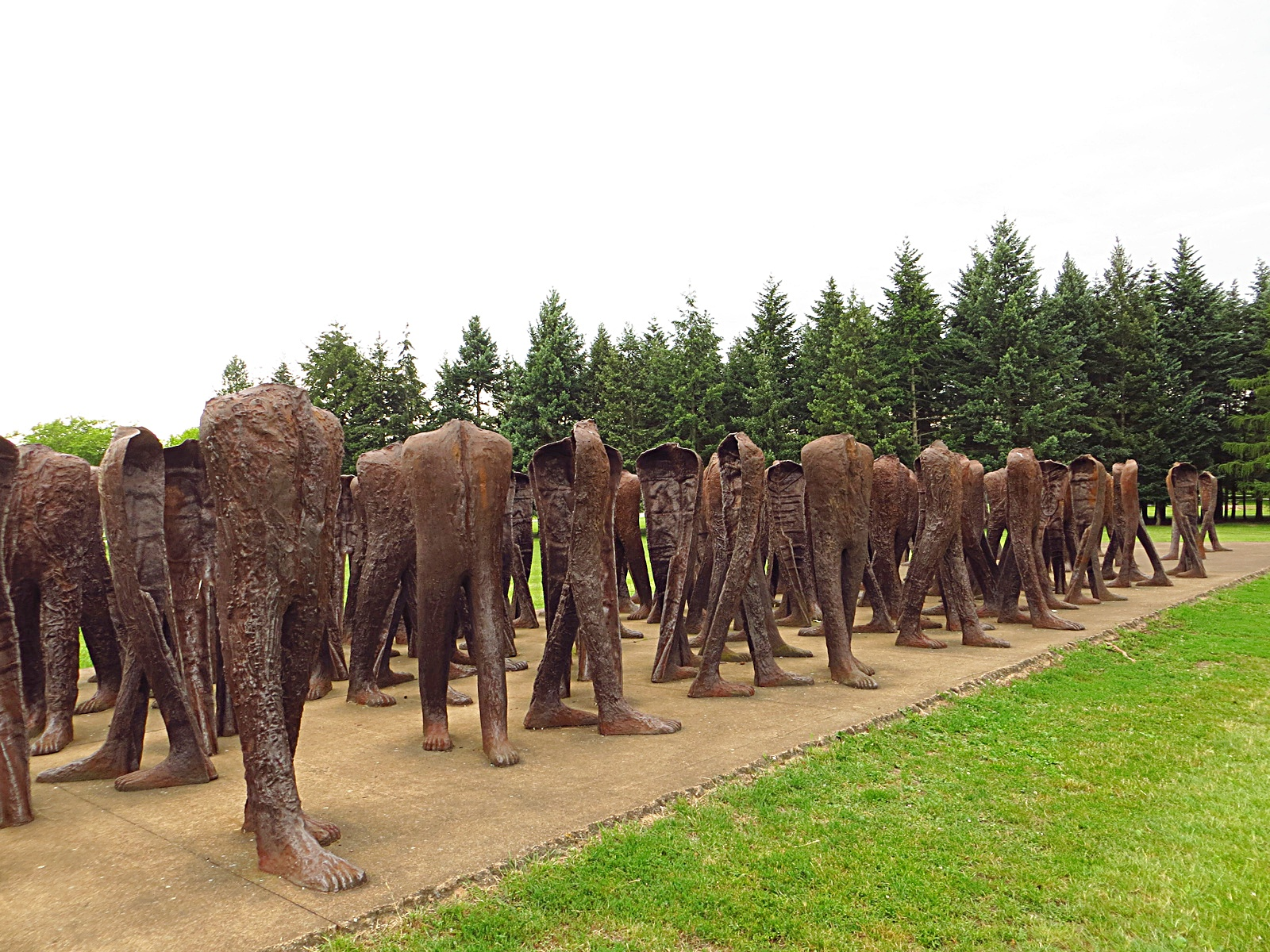
Парк Цитадель
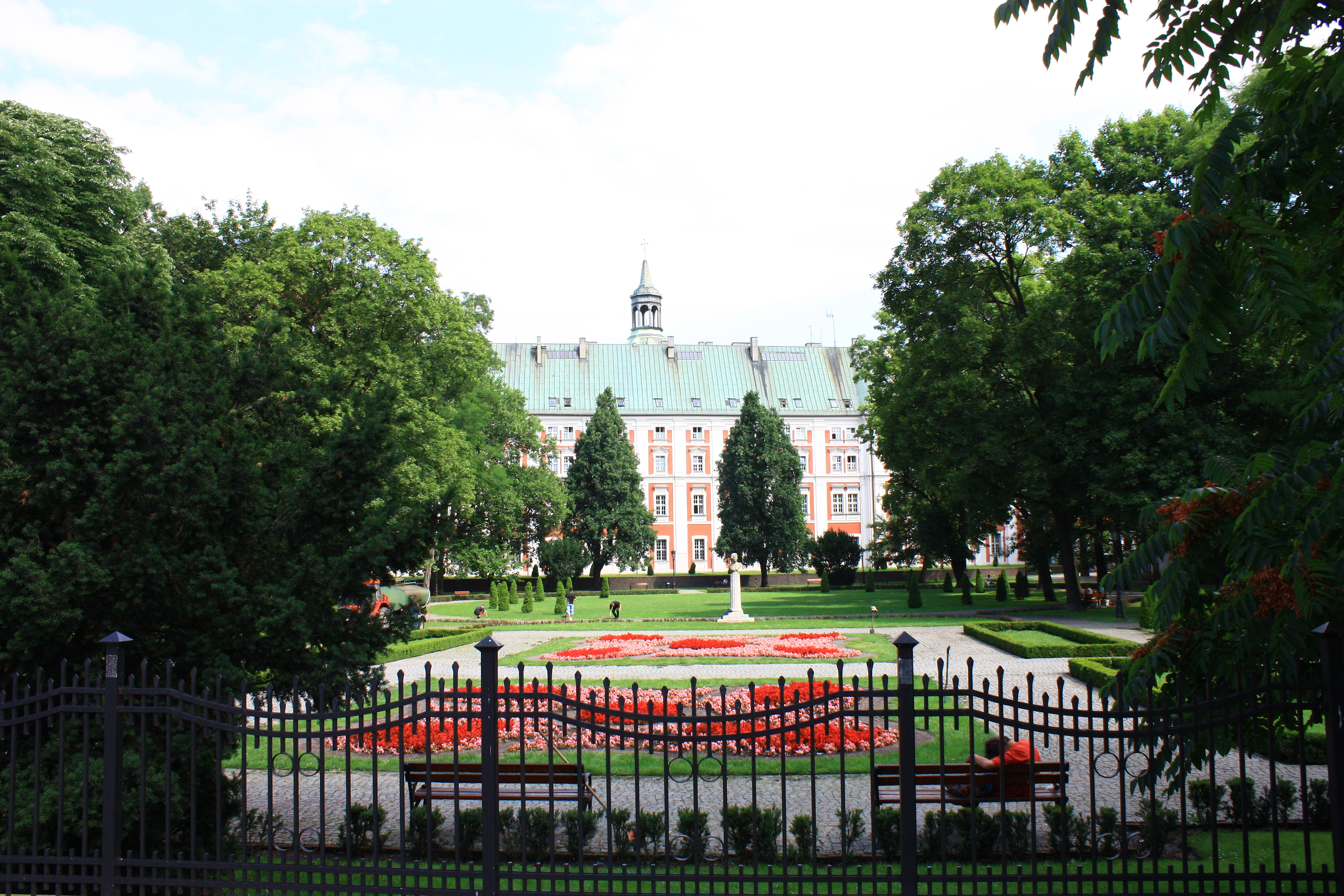
Парк Шопена
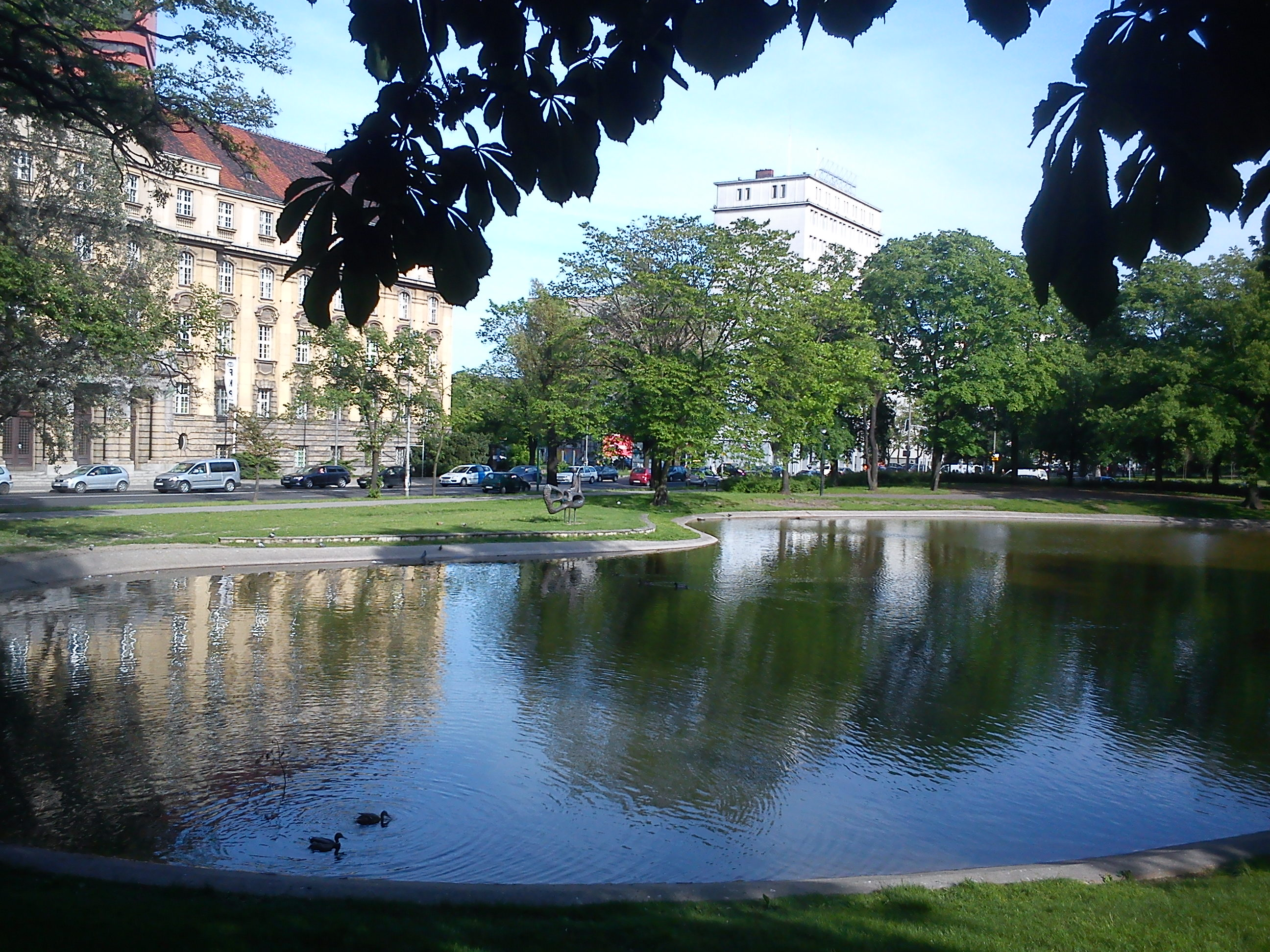
Парк Кароля Марчинковского
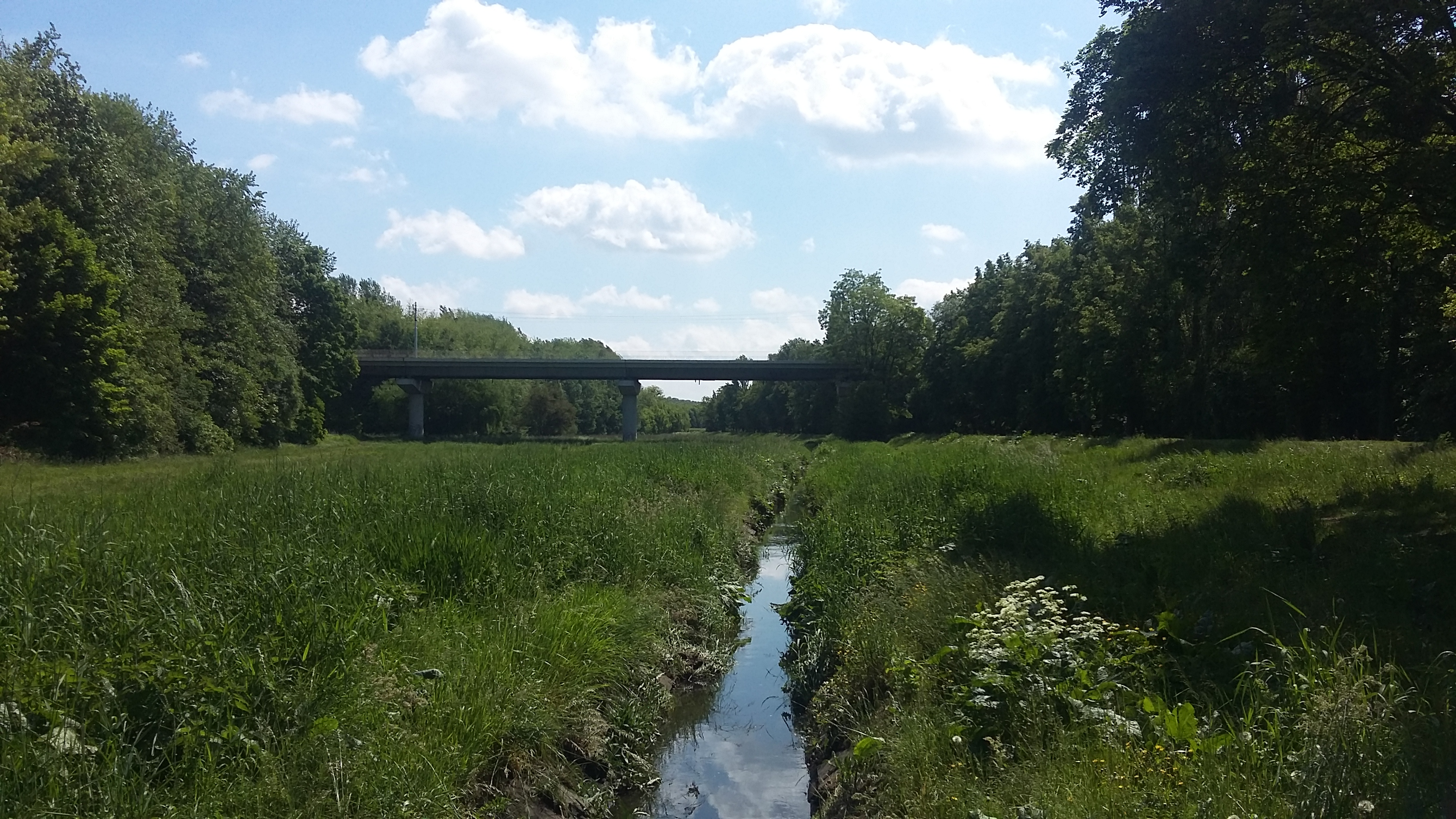
Парк Адама Водзичко

### Памятники

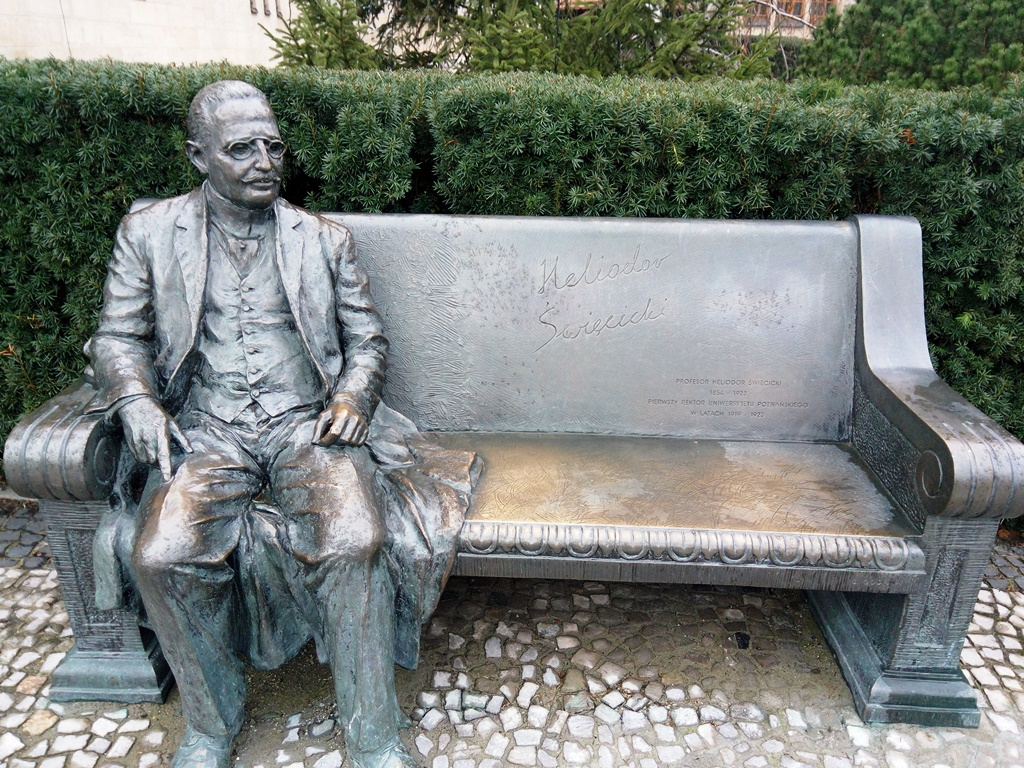
Памятник профессору Илиодору Свенцицкому
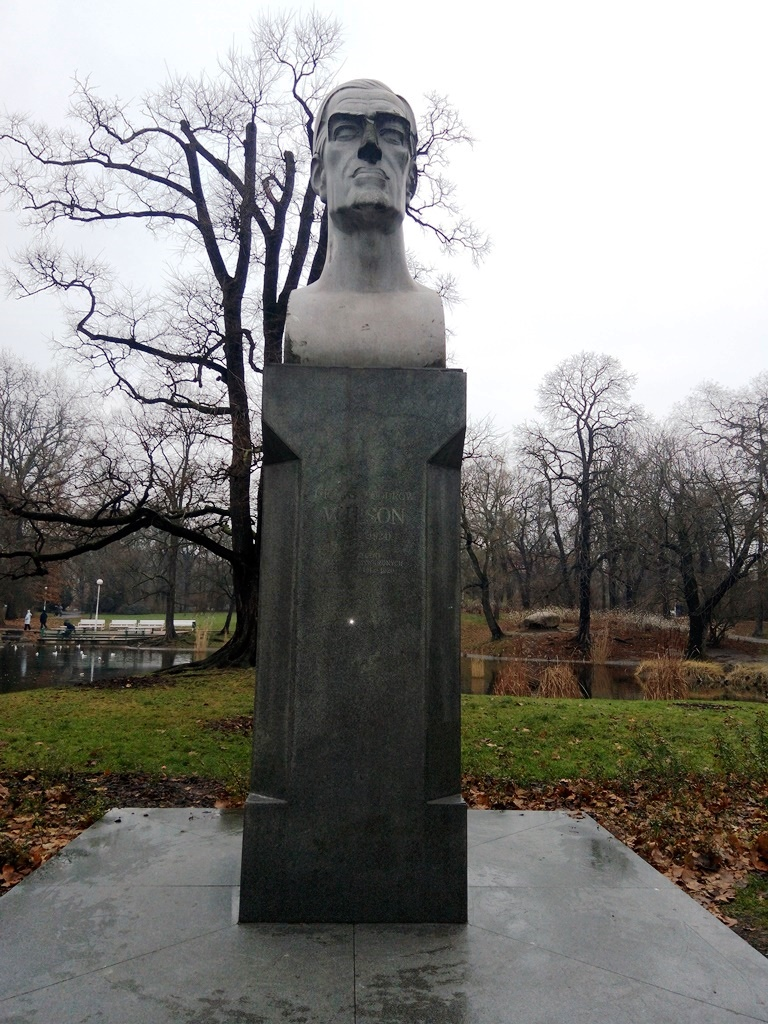
Памятник президенту США Вудро Вильсону
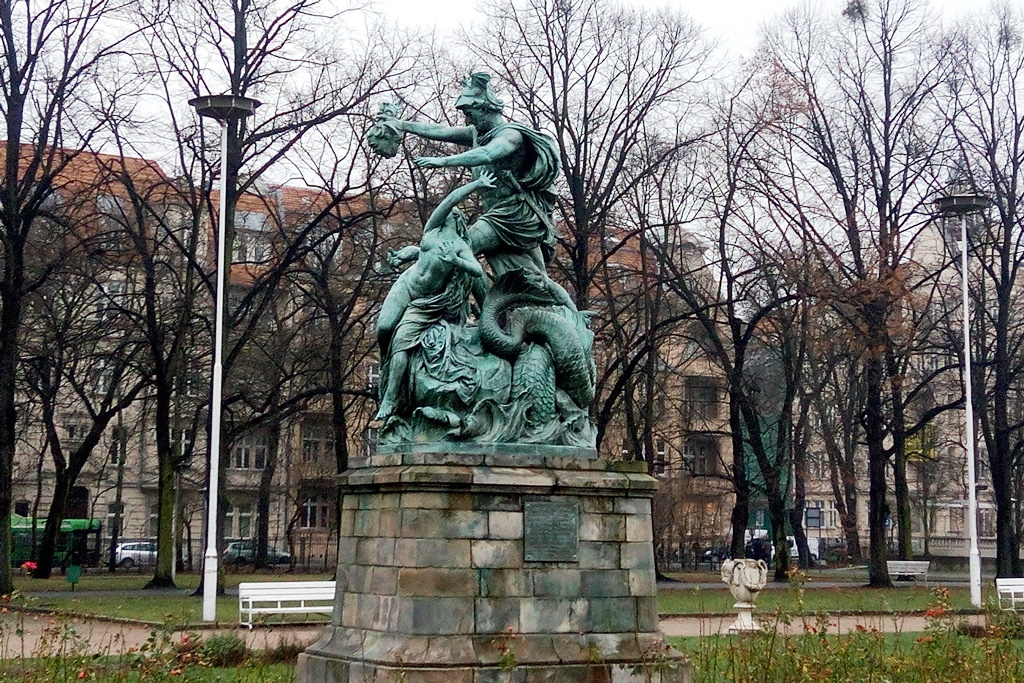
Памятник в Пальмярне «Освобождение Андромеды Персеем»
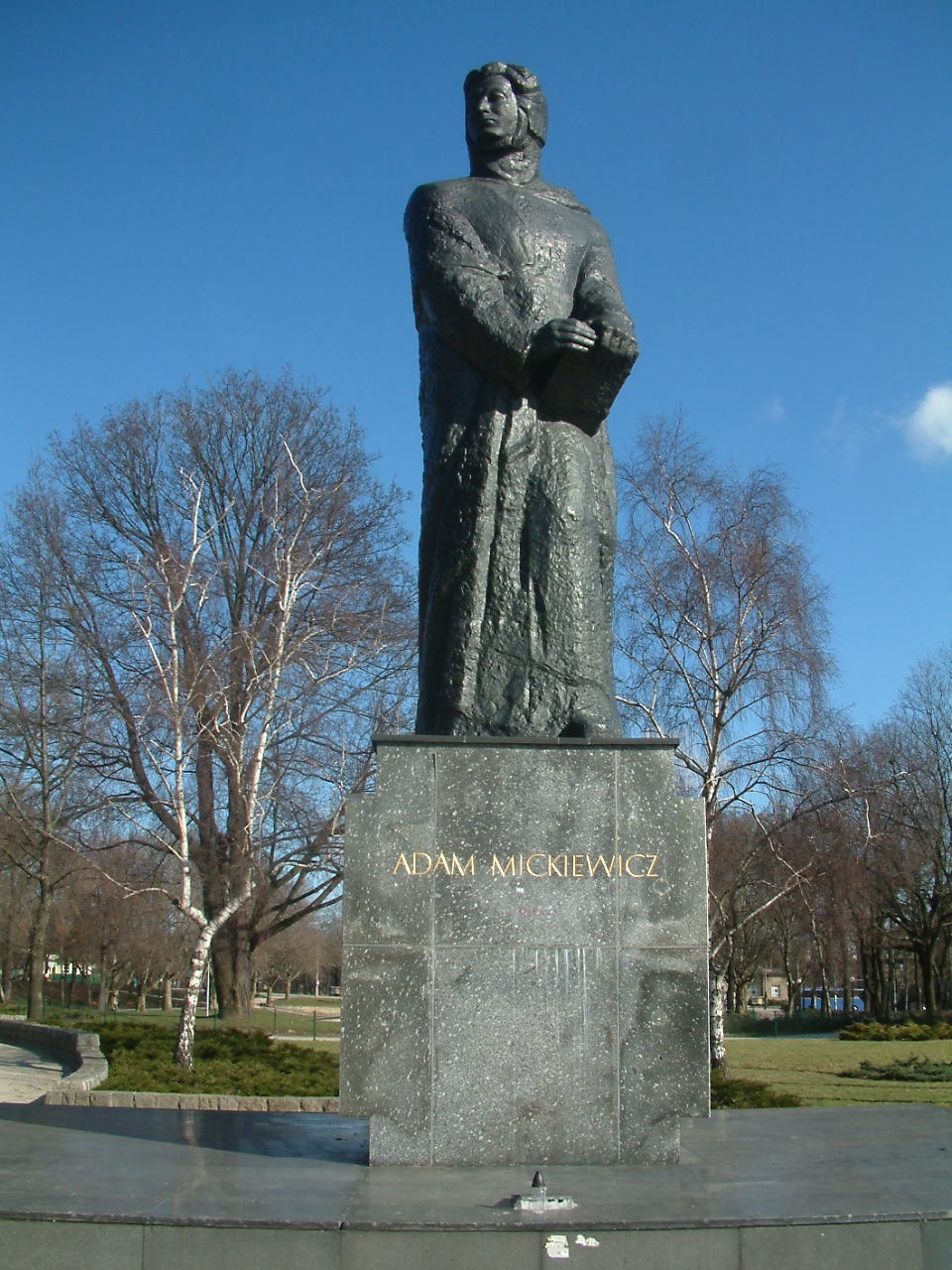
Памятник Адаму Мицкевичу
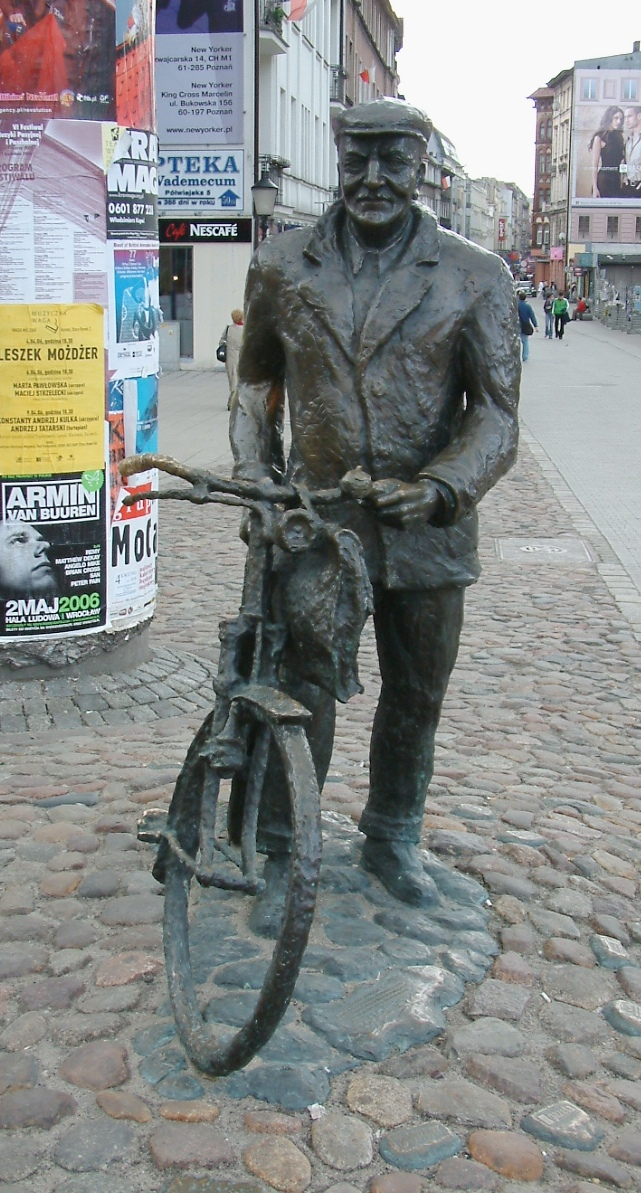
Памятник Старому Марыху

## Культура

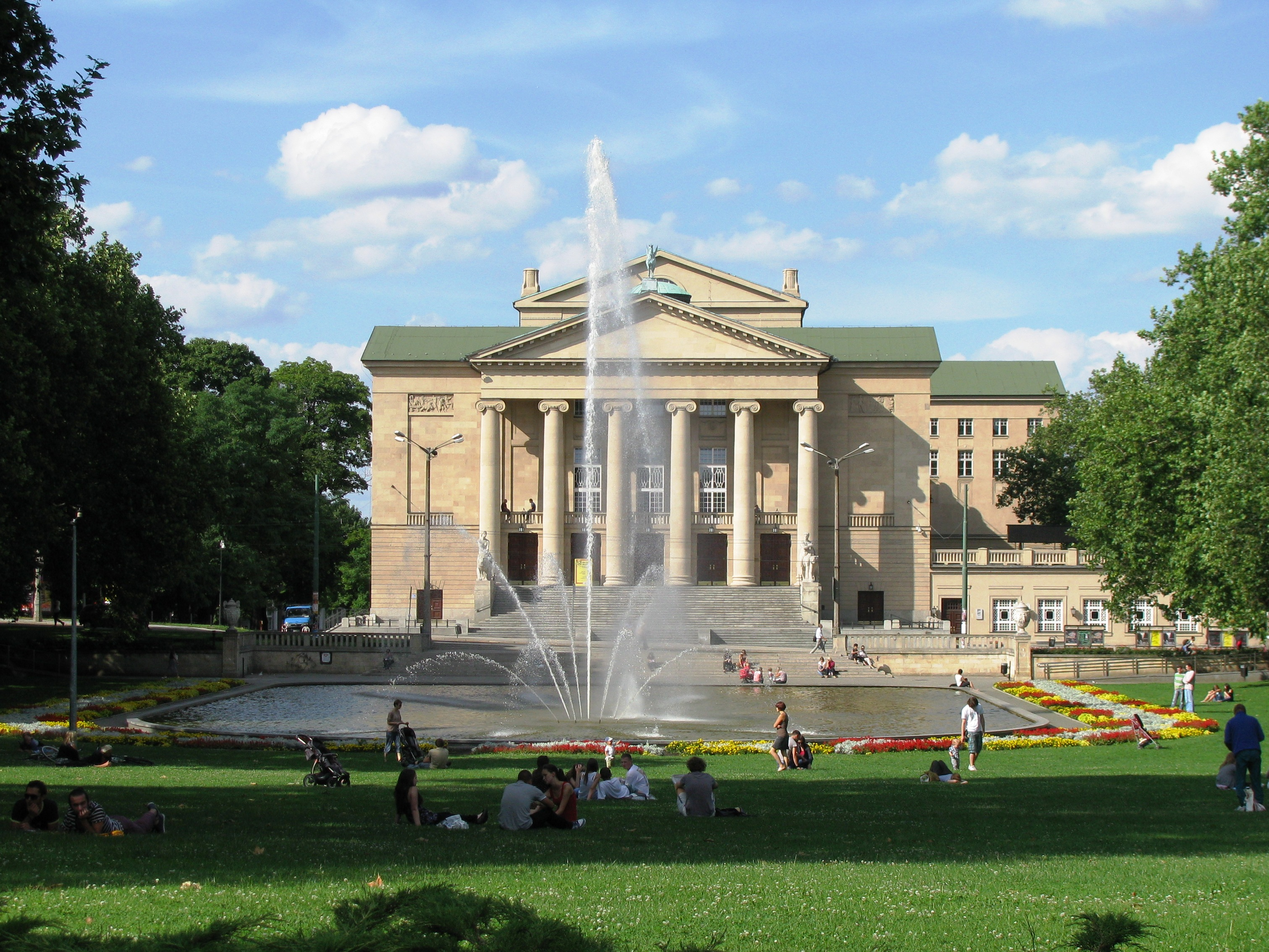
Большой театр и парк Адама Мицкевича

Польский театр драмы работает в городе с 1875 года. В 1910 г. открылся Познанский оперный театр. В 1956 году открылся Музыкальный театр в Познани (Musical Theatre in Poznan). В 1947 году была открыта филармония. С 1973 года в Познани каждые пять лет проводится Всепольский конкурс альтистов имени Раковского.

### Музеи
Город обладает большим количеством музеев, таких как Национальный музей, интерактивный исторический центр «Ворота Познани», Центр шифров Энигма, Археологический музей, археологический заповедник Genius Loci, Музей познанских бамберов, Музей архиепархии, Этнографический музей, Музей музыкальных инструментов, Музей прикладного искусства, Музей бронетанкового вооружения, Литературный музей имени Генрика Сенкевича, музей «Познанский июнь 1956 года», Музей круассанов Святого Мартина и многие другие.

## Образование
- Университет имени Адама Мицкевича
- Экономический университет

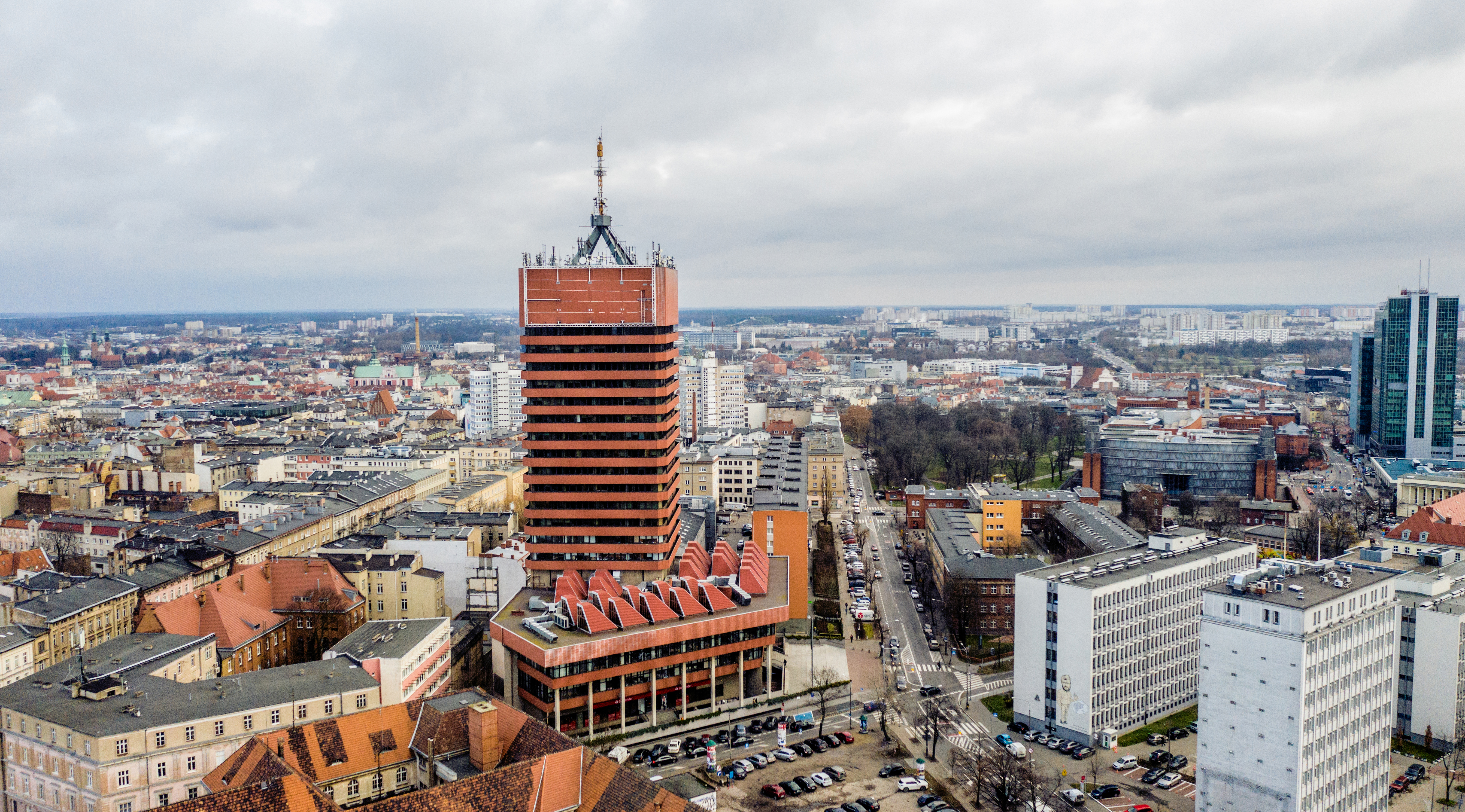
Экономический университет Collegium Altum

- Познанский технический университет
- Познанский университет медицинских наук
- Университет естественных наук
- Познанская государственная академия физической культуры
- Музыкальная академия им. Игнация Яна Падеревского
- Познанский университет искусств
- Collegium Da Vinci (Университет гуманитарных наук и журналистики)[25]

## Экономика

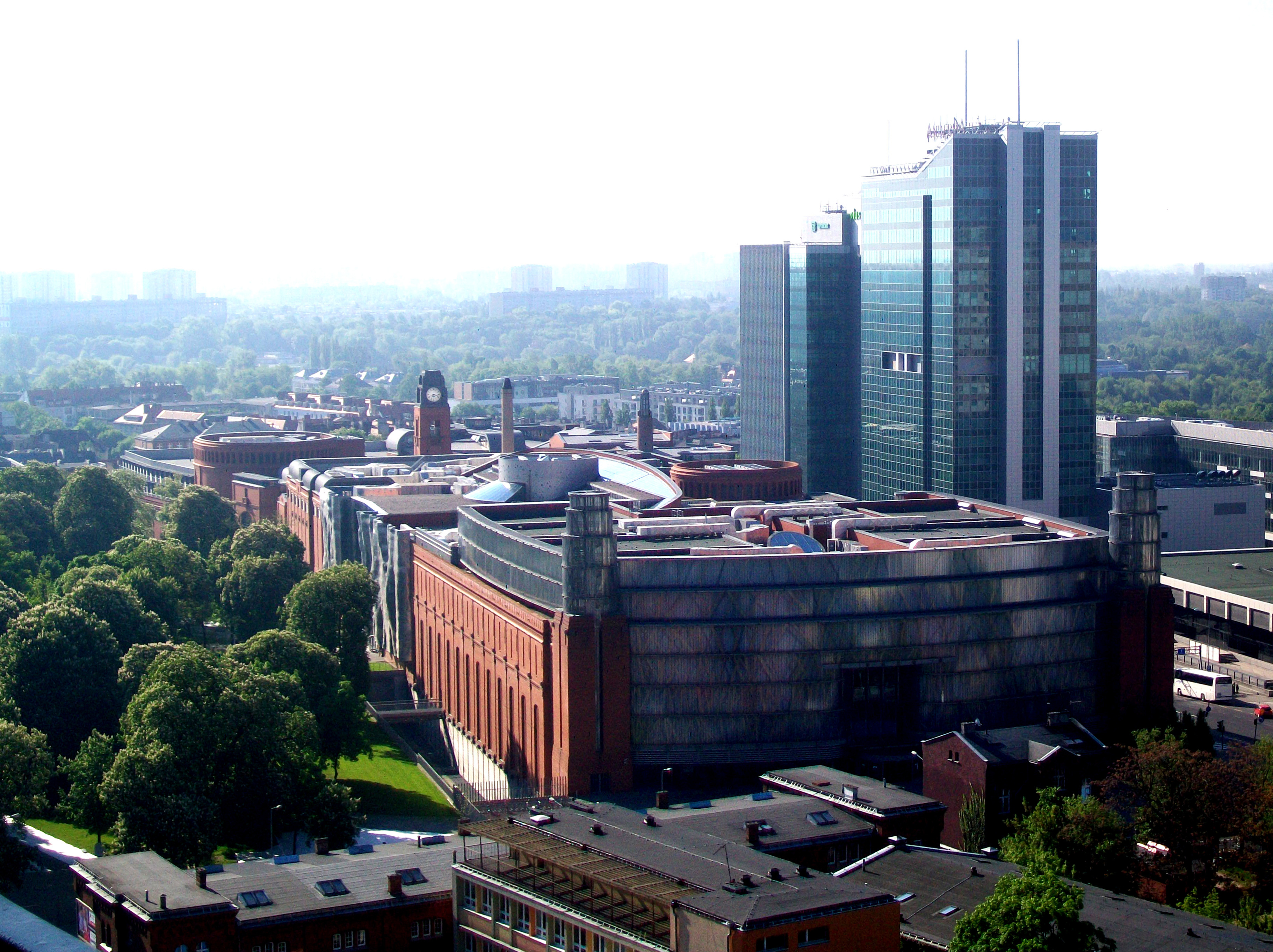
Вид на Познаньский финансовый центр

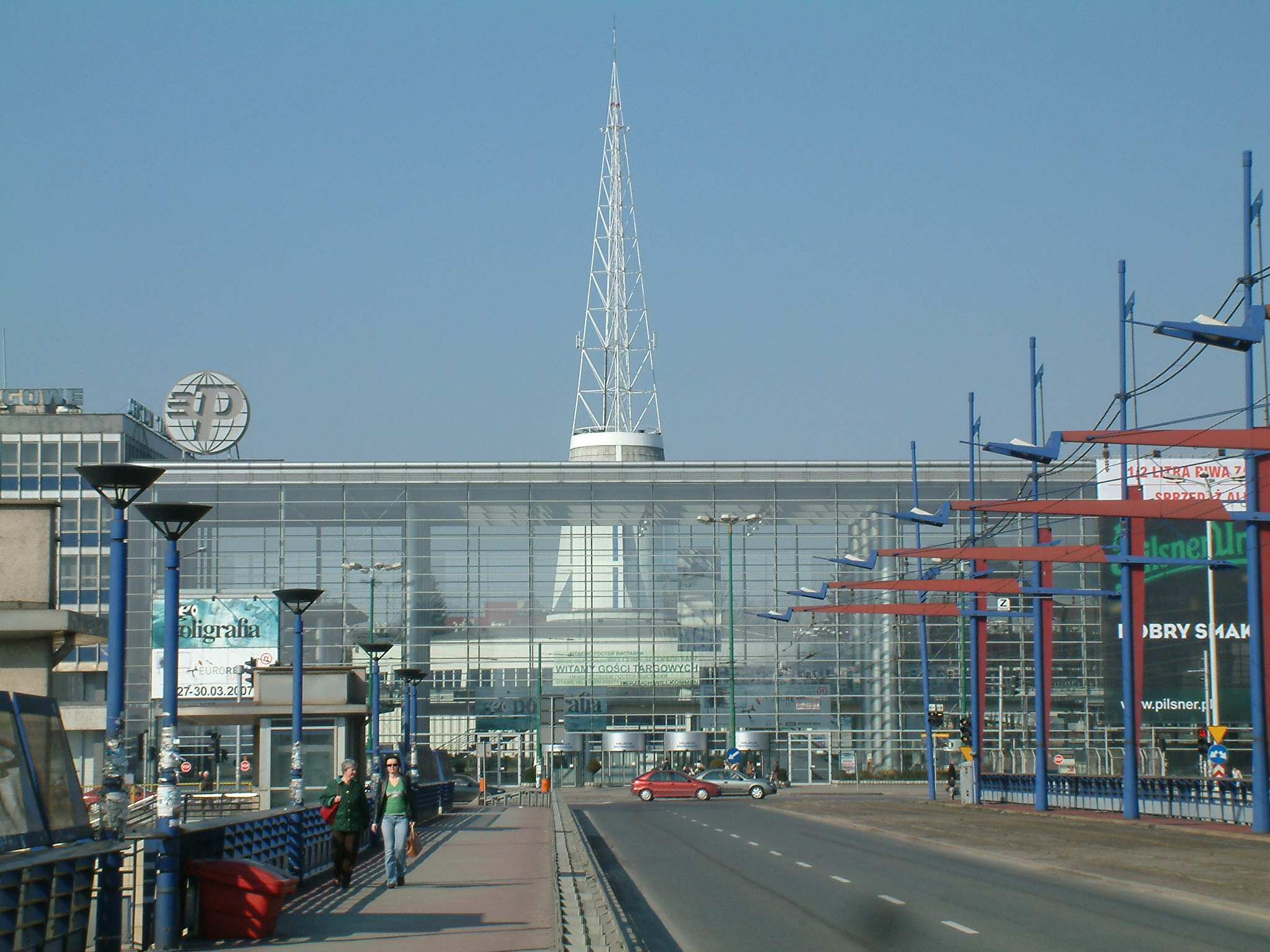
Международная познаньская ярмарка — вид с Вокзального моста

Познань характеризуется высоким потенциалом экономического роста в национальном масштабе и входит в число ведущих экономически развитых городов Польши. Экономика Познани структурно диверсифицирована. В нем доминирует сектор услуг, который создает почти 73 % валовой добавленной стоимости и является местом работы для 77 % всех людей, работающих в Познани. Стоимость валового внутреннего продукта на душу населения в 2016 году составила 96,1 тыс. злотых. ВВП на душу населения был выше только в Варшаве. В Познани зарегистрировано 111,7 тыс. компаний, большинство из них являются малыми и средними предприятиями, в том числе более 3000 являются компаниями с иностранным капиталом. В 2018 году на 1000 человек приходилось 208 хозяйствующих субъектов — это самый высокий показатель среди крупных городов Польши (кроме Варшавы). Большинство компаний (61,3 %) принадлежали физическим лицам, ведущим бизнес.
Большинство субъектов хозяйствования осуществляли деятельность в сферах торговли (21,2 %), промышленности и строительства (15,9 %), профессиональной, научной и технической деятельности (16,1 %).
В 2023 году среднемесячная начисленная заработная плата составила 8 363 злотых и за год выросла на 9 %. Наибольшее вознаграждение, почти половину среднемесячного валового вознаграждения в корпоративном секторе, получили сотрудники компаний, работающих в сфере информации и связи. Самую низкую зарплату, более чем на треть ниже средней, получили работники предприятий сферы размещения и общественного питания. Уровень безработицы составил 1 % и не изменился по сравнению с декабрем 2022 года
Познань — важный выставочно-деловой центр. В городе 596 конференц-залов на 90 000 мест. Крупнейшие мероприятия в сфере проходят в Познанском конгресс-центре, расположенном на территории Познаньской международной ярмарки.
2/3 иностранных инвестиций поступает из Германии, Великобритании, Франции, Японии и США , крупнейшими инвесторами являются: Asahi, Beiersdorf, Bridgestone, Exide Technologies, GlaxoSmithKline, Unilever, Volkswagen. 53 % компаний IT-сектора Великой Польши имеют штаб-квартиры в Познани. В 2018 году в Познани работало 22,4 тыс. программистов.
В Познани расположен завод по производству автомобилей немецкой фирмы Volkswagen, а также польская компания Solaris Bus & Coach по производству автобусов, электробусов, троллейбусов и трамваев.

## Население

Пирамида населения Познани в 2021 году

По данным Главного статистического управления на 2023 год, в Познани проживало 541316 человек (пятое место в стране), а плотность населения составляла 2067 человек на квадратный километр. 15,59 % населения Великопольского воеводства проживало в Познани, что в то же время составляло 1,4 % жителей Польши. В свою очередь, по данным Познанского филиала Главного статистического управления за 2019 год, всю Познаньскую агломерацию проживало в общей сложности 1 050 383 человека.
Исследования, проведенные в 2011 году, показывают, что средняя продолжительность жизни мужчин, живущих в Познани, составляет 74,9 года. Среднестатистическая жительница Познани живет дольше мужчины на 6,5 лет и умирает в возрасте 81,4 года. Продолжительность жизни жителей Познани аналогична продолжительности жизни населения Варшавы (75,4/82,0), Кракова (75,6/81,9), Трёхградья (75,1/81,8) и Вроцлава (74,0/81,6), что выше средней продолжительности жизни в Щецине (72,8/81,1), Верхнесилезской конурбации (70,6/ 78.5), или Лодзи (70.1/78.4).
В 2011 году коэффициент рождаемости в Познани составлял 1,24. Аналогичные результаты были зафиксированы в агломерациях Катовице (1,26) и Варшавы (1,26. При этом для естественного воспроизводства населения города этот коэффициент должен составлять 2,10-2,15.
Максимальная численность населения Познани было достигнута в начале 1990-х годов. По данным Центрального статистического управления Польши за 1990 год, в то время в городе было зарегистрировано 590,1 тысяч человек. жители. С этого момента численность населения медленно и постепенно уменьшается. Это связано с переселением жителей в города в муниципалитеты вблизи Познани, а также с общей тенденцией отрицательного естественного прироста. Обратная ситуация наблюдается в Познанском повяте — там за последние 17 лет количество жителей выросло на 43,2 % с 240,7 тысяч. человек в 1995 году до 344,7 тыс. в 2012 году
В 2019 году в Познани проживало около 11 тысяч украинцев.
Центральное статистическое управление Польше 20 сентября 2022 года опубликовало результаты переписи населения 2021 года. Согласно которым число жителей Познани увеличилось по сравнению с 2020 годом и составило 546 859 жителей (эти данные не включают в том числе граждан Украины, массово приехавших в столицу Великой Польши после 24 февраля 2022 года, и лиц, временно работающих в Познани, которые не включены в официальные реестры)):
- −1,4 % по сравнению с 2011 годом,
- +2,8 % по сравнению с расчетной численностью населения (по состоянию на 31 декабря 2020 г.).

График населения города Познани за последние 4 века:

## Транспорт

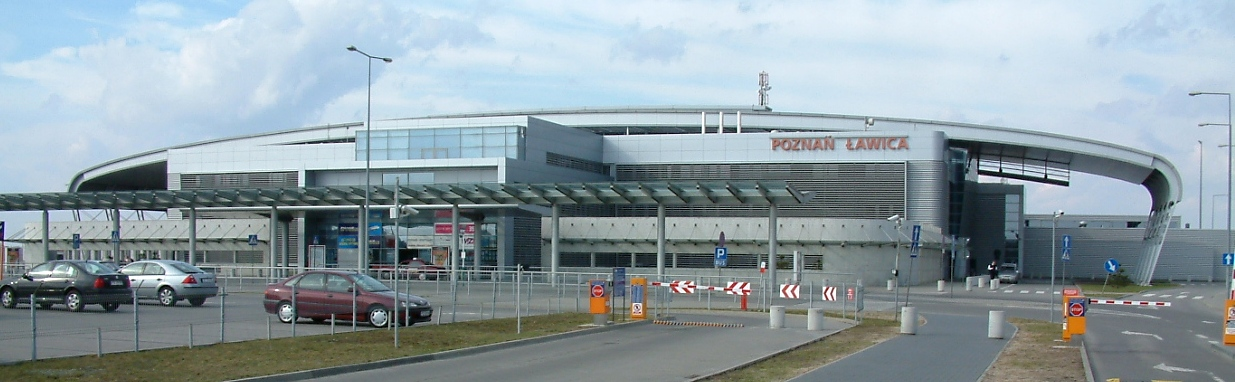
Аэропорт Познань-Лавица

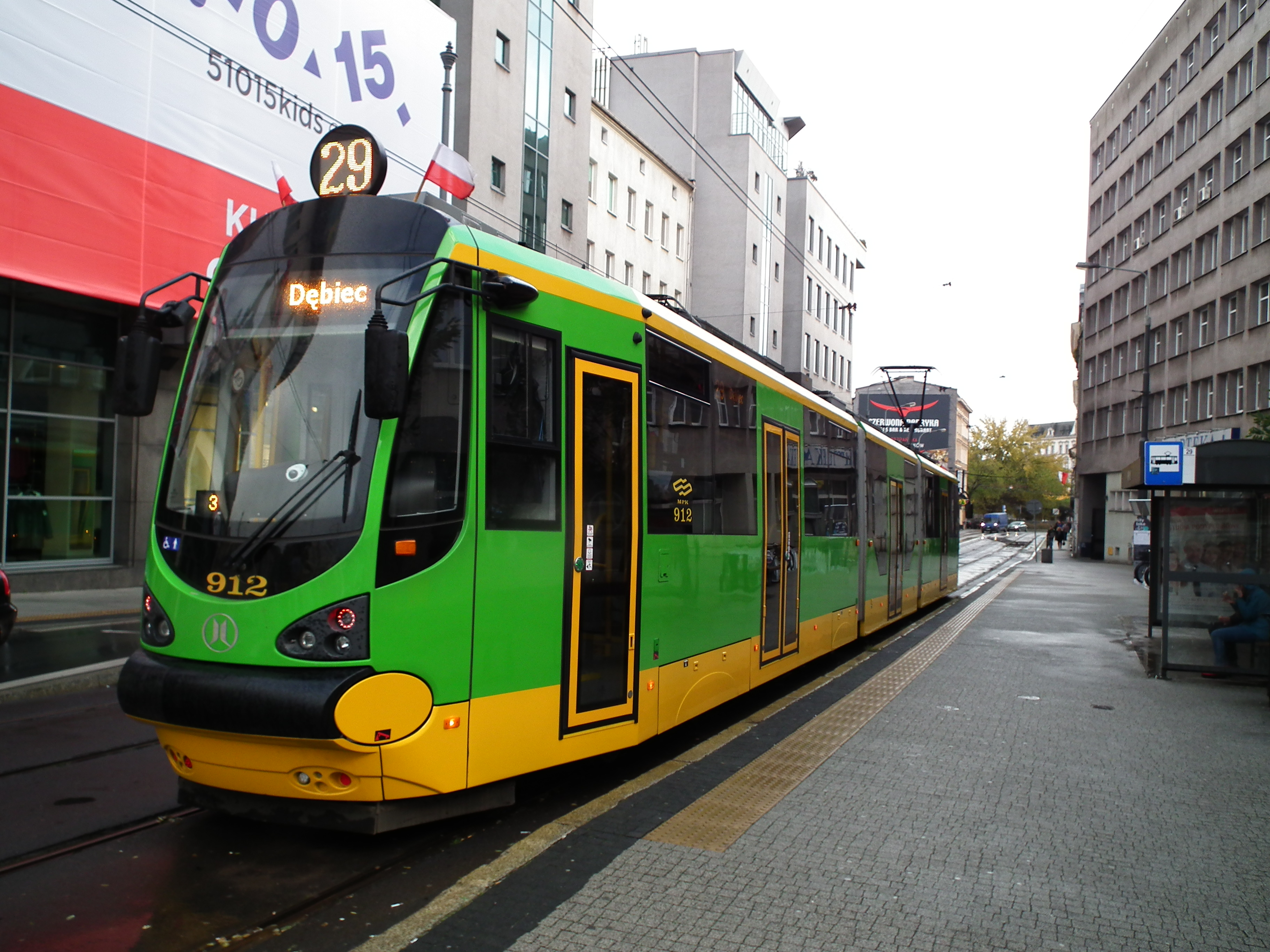
Трамвай

Познань находится на древнем широтном трансъевропейском пути, что позволяет считать его логистическим транзитным пунктом в цепочке Лондон-Париж-Берлин-Познань-Варшава-Брест-Минск-Смоленск-Москва-Казань и далее до Урала.
Крупный железнодорожный узел, обслуживающий пять направлений; второй по значимости в Польше после Варшавы. Через Познань проходит водный путь, ведущий из Конина в Санток.
Через Познань проходит автомагистраль А2, ведёт от границы с Германией (Свецко) до Варшавы. Она является продолжением немецкой автомагистрали А12 со стороны Берлина. Познань занял первое место по загруженности дорог среди городов Польши в 2024 году. Согласно исследованию компании INRIX, водители Познани теряют в заторах 57 часов в год.

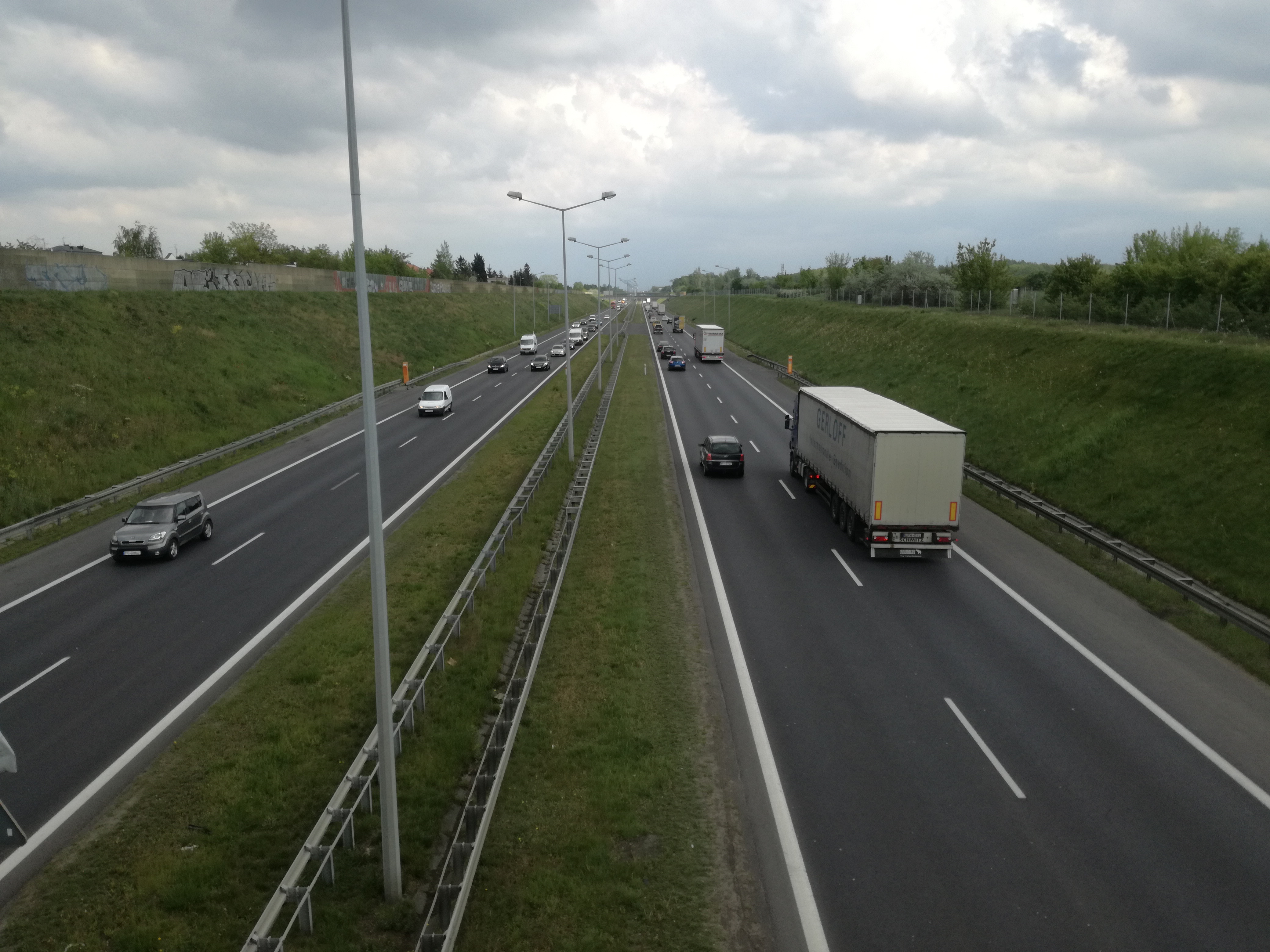
Автомагистраль А2 в Познани

В Познани находится международный аэропорт Познань-Лавица.

## Города-побратимы
- Ассен, Нидерланды
- Брно, Чехия
- Ганновер, Германия
- Дьёр, Венгрия
- Кутаиси, Грузия[45]
- Наблус, Палестинская национальная администрация
- Ноттингемшир, Великобритания
- Посуэло-де-Аларкон, Испания
- Раанана, Израиль[46]
- Рен, Франция
- Толидо, Огайо, США
- Шэньчжэнь, Китай
- Харьков, Украина
- Йювяскюля, Финляндия

С Болгарским городом Пловдив подписан договор о сотрудничестве.

## Галерея

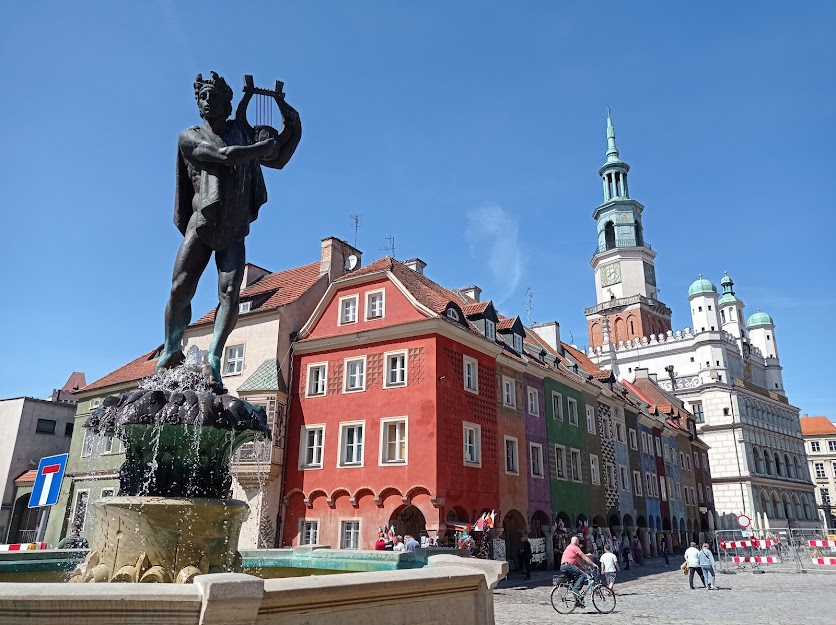
Площадь Старый рынок
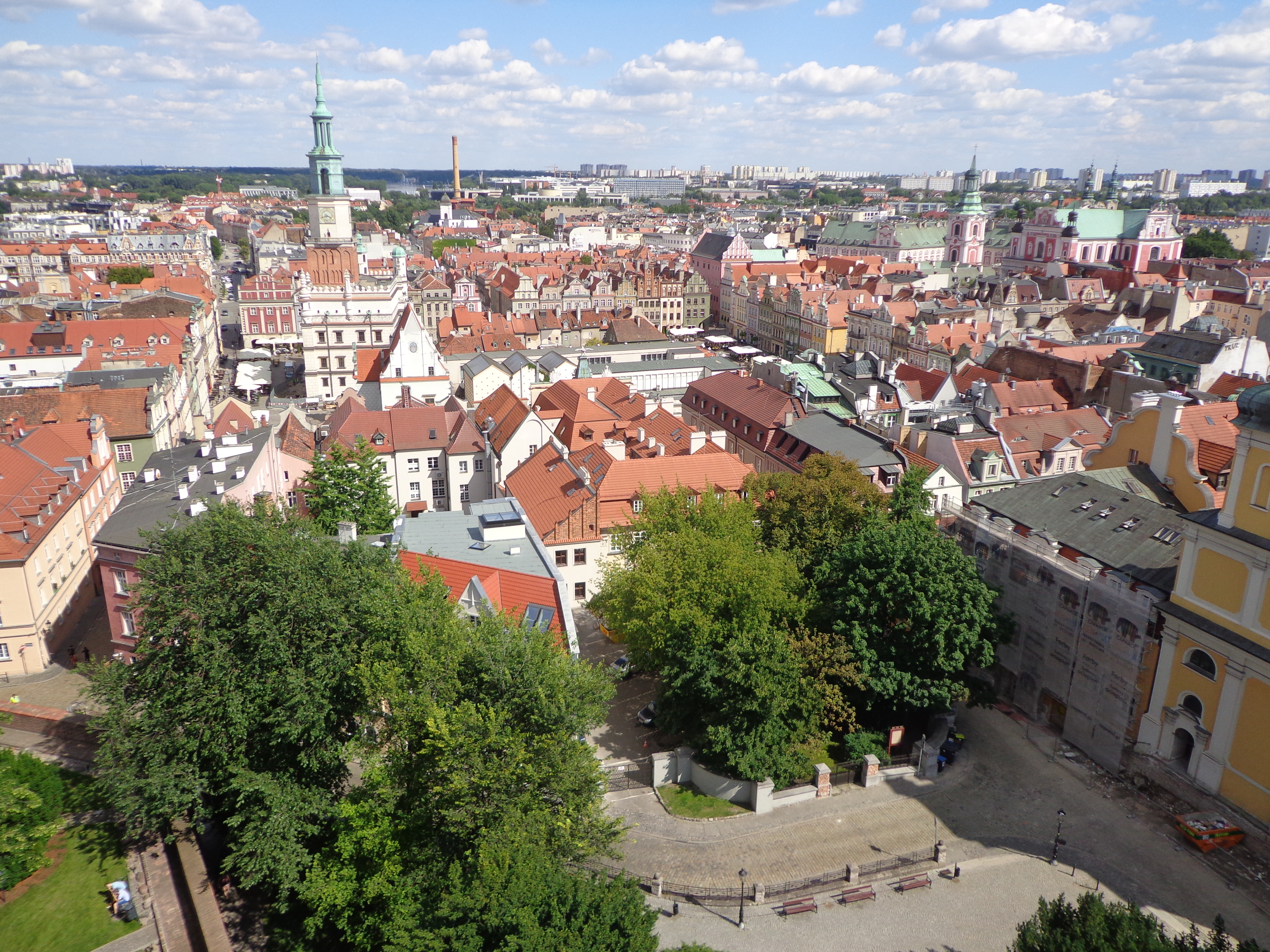
Вид на площадь Старый рынок со смотровой площадки
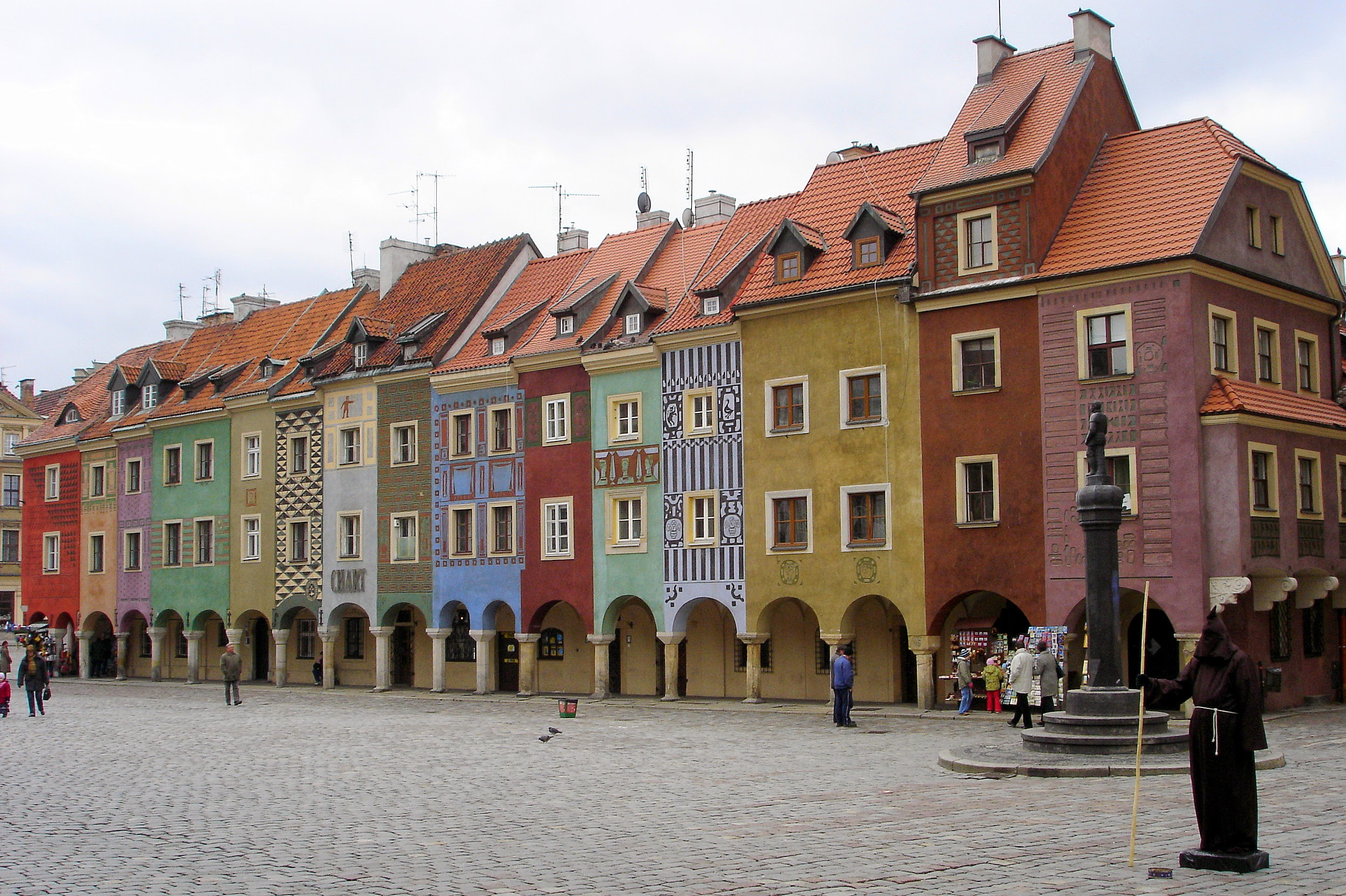
Старый рынок
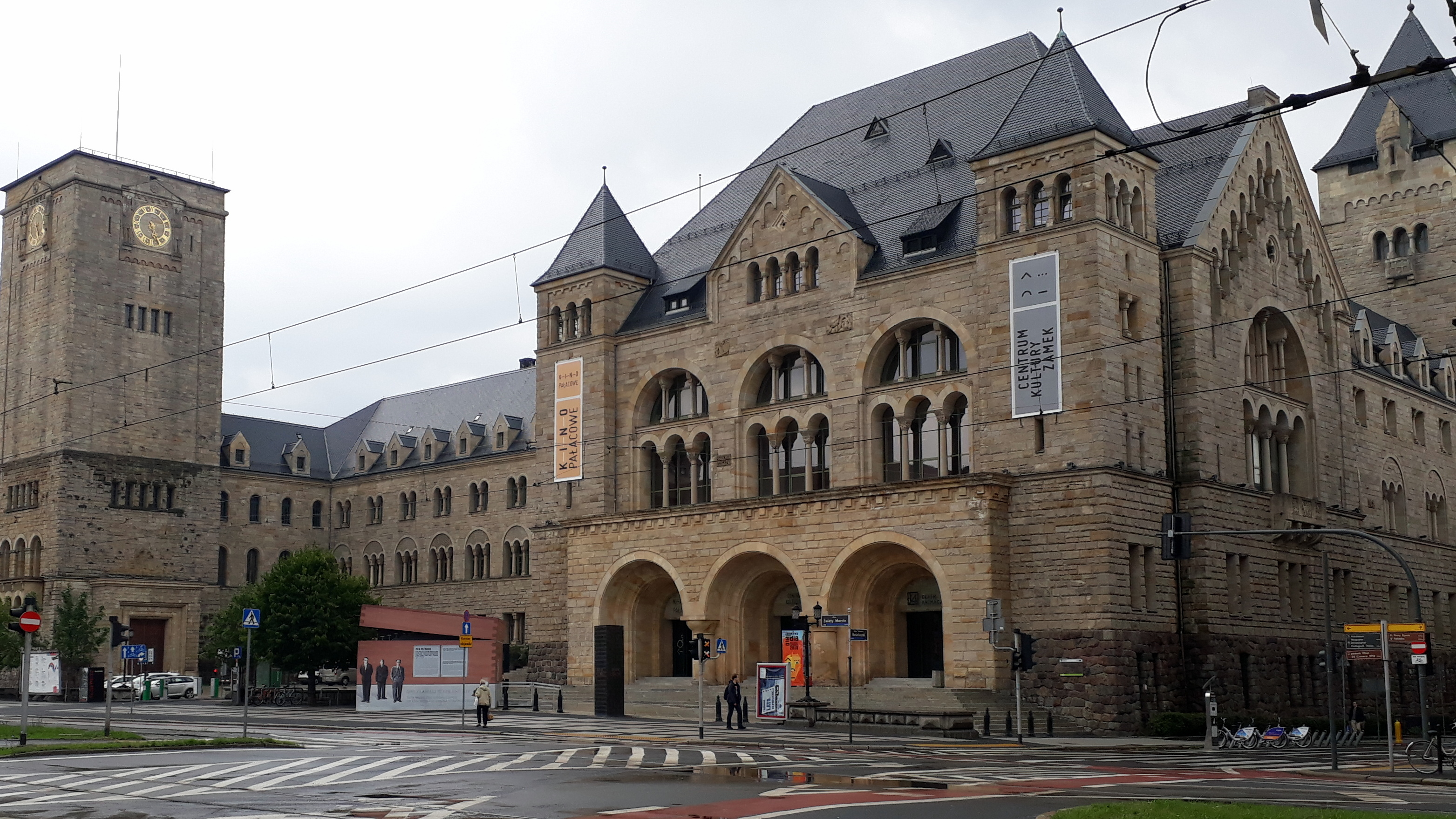
Императорский замок
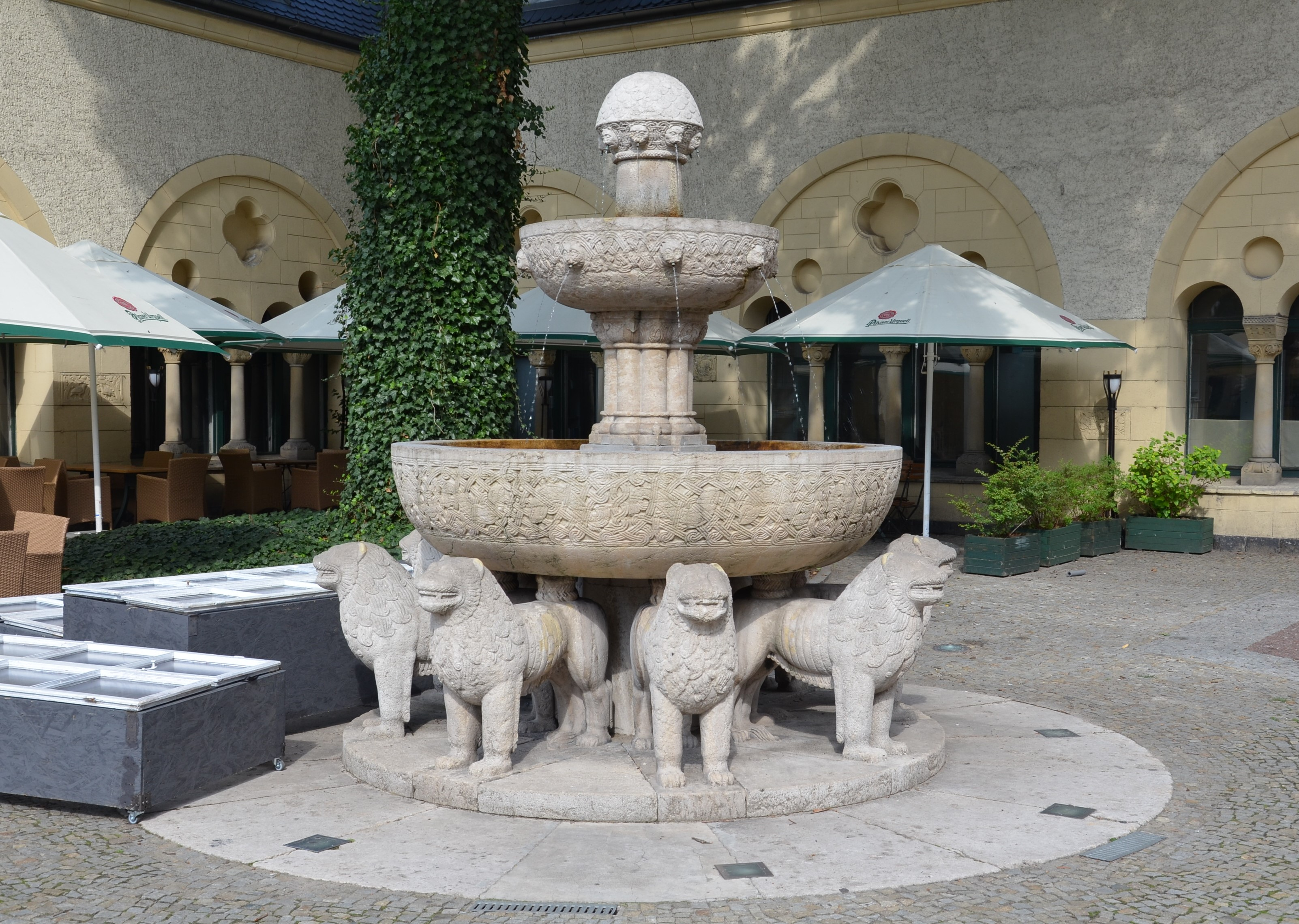
Львиный фонтан
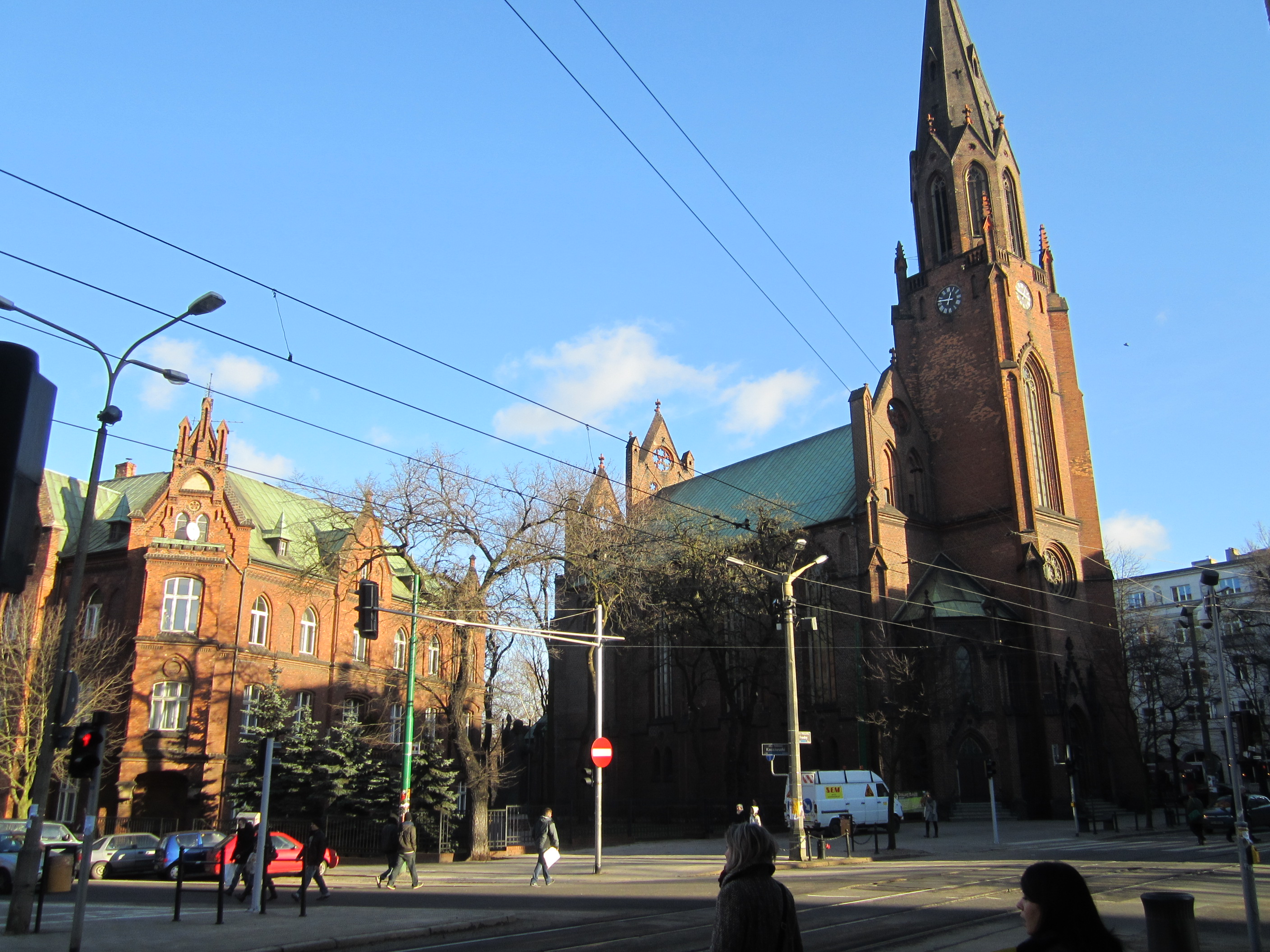
Церковь Святого Спаса
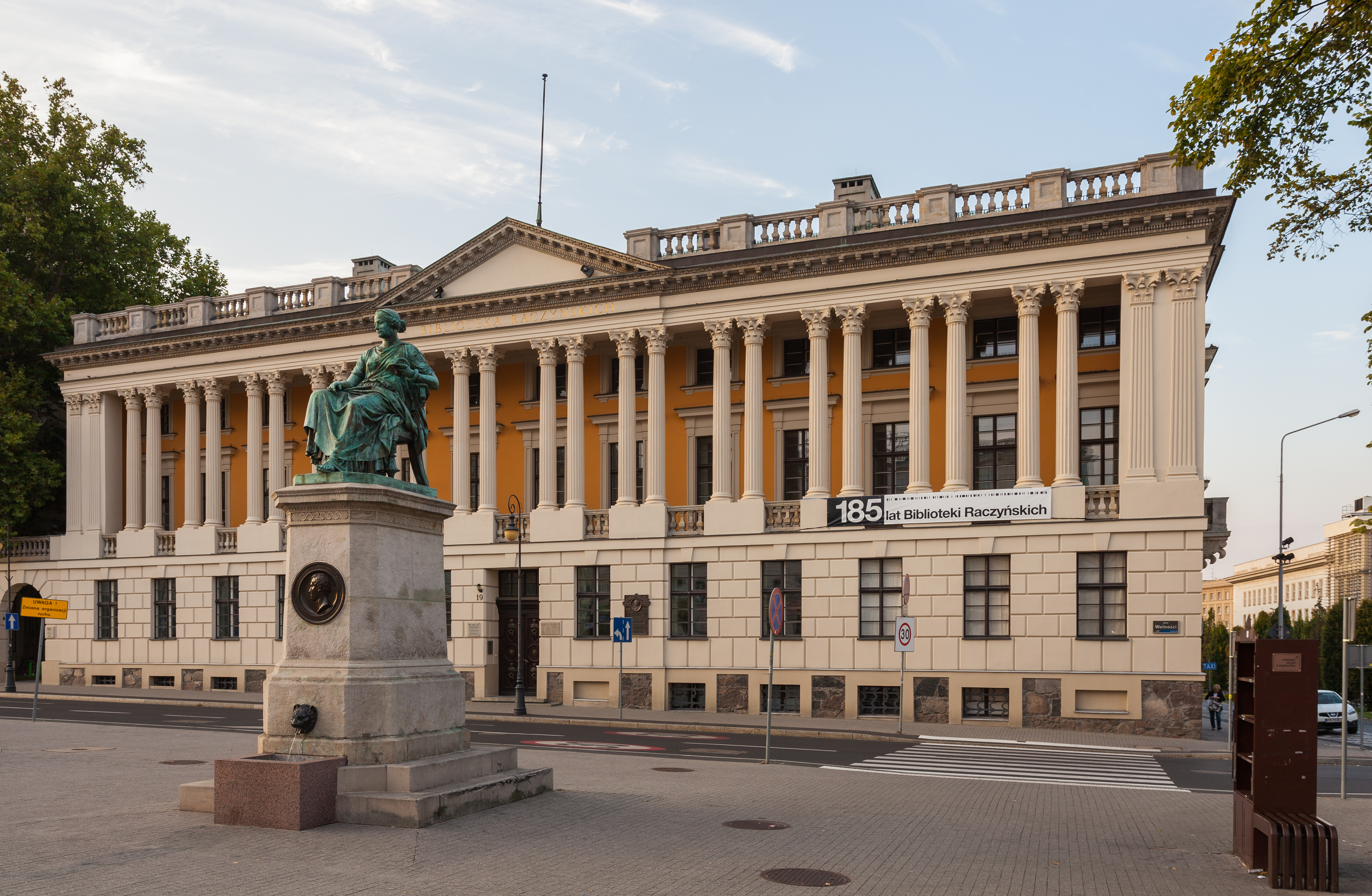
Библиотека им. Рачинских
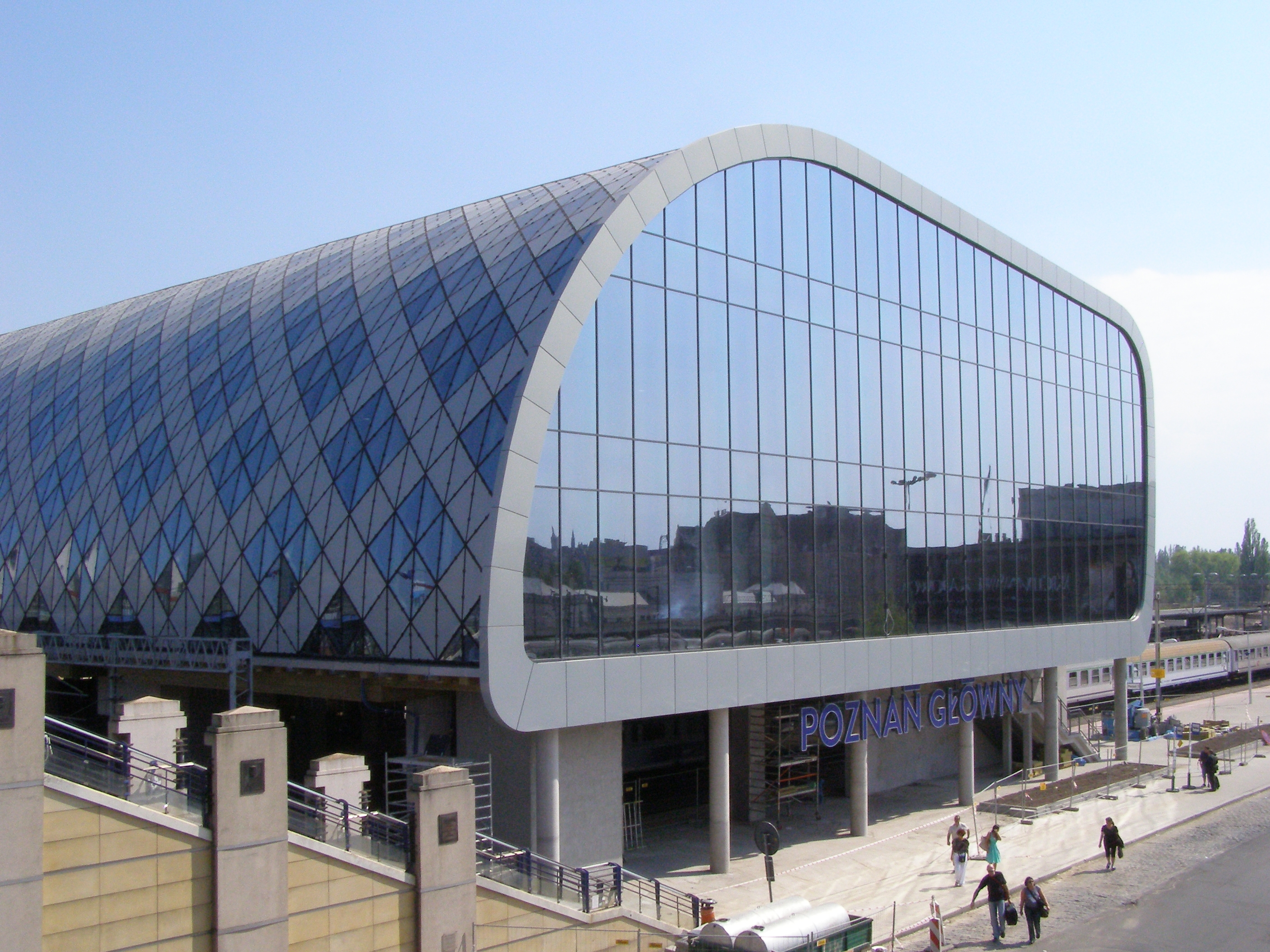
Железнодорожный вокзал
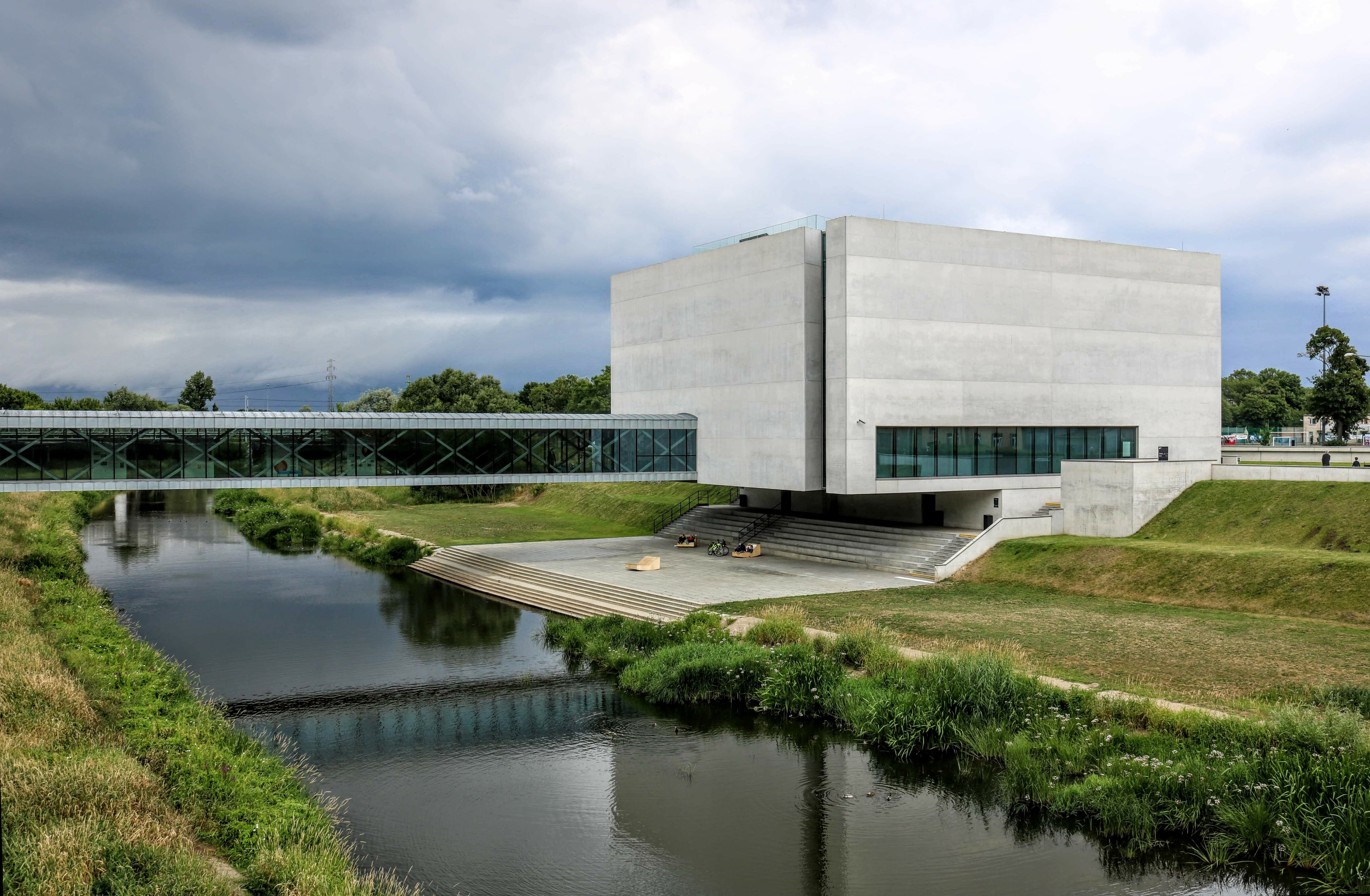
Интерактивный центр Ворота Познани
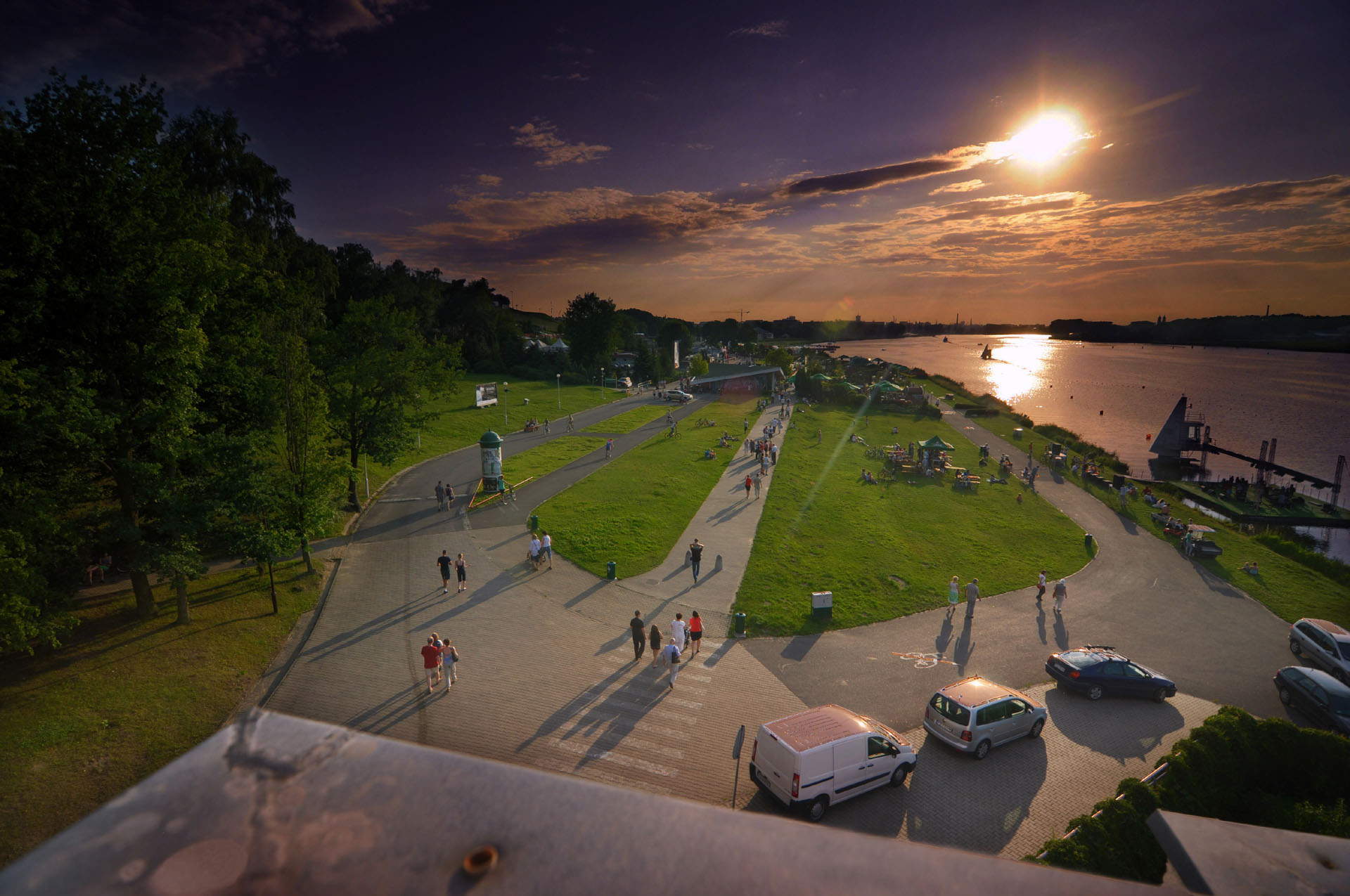
Мальтанское озеро

### Комментарии
1. ↑  В польском языке название города имеет мужской род, в русском языке слово Познань имеет женский род (см. Словарь собственных имён русского языка. Ф. Л. Агеенко. М.: ООО «Издательство „Мир и Образование“», 2010).